# Pittura del Secolo d'oro olandese

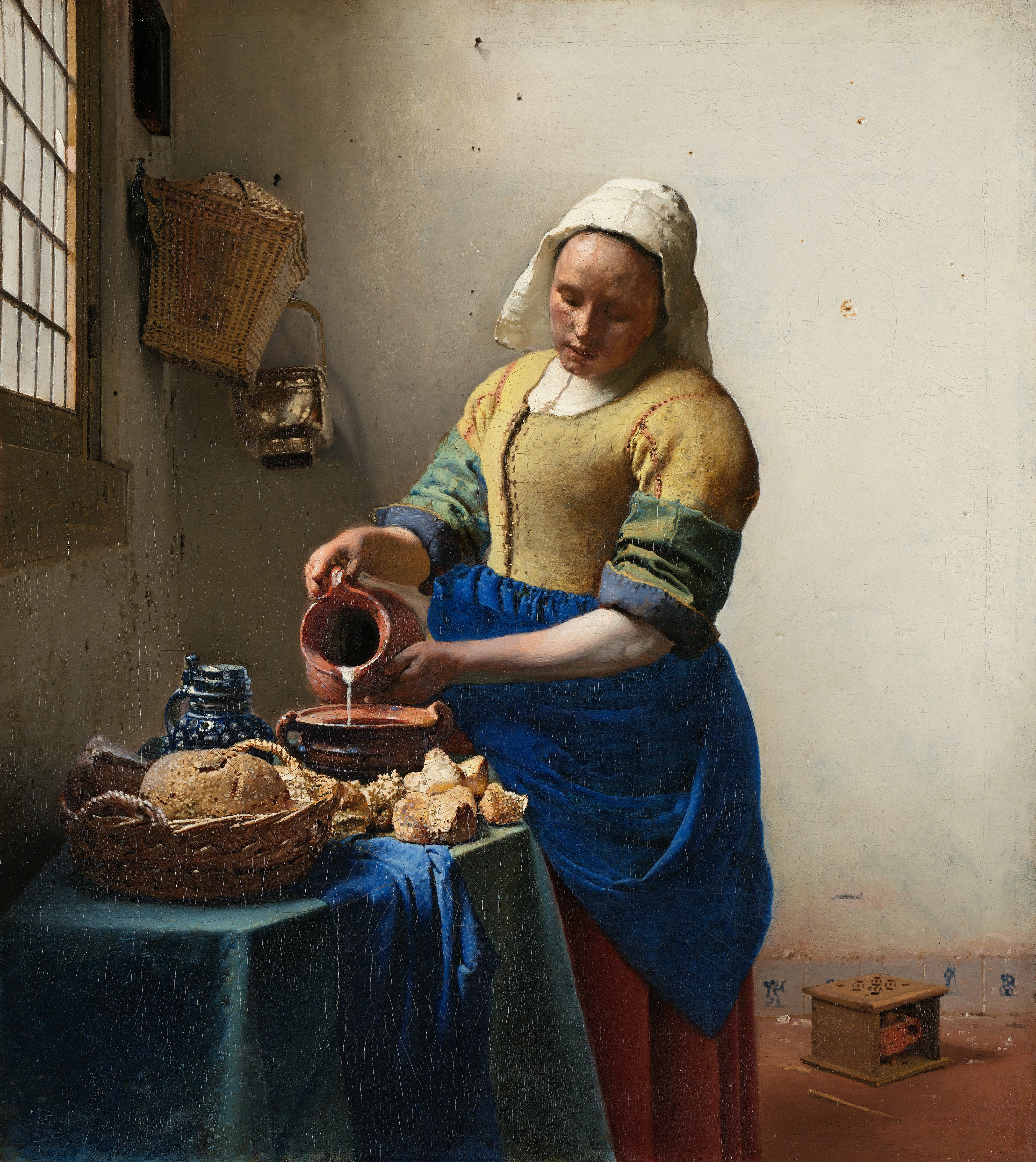
Johannes Vermeer, Lattaia (1658–1660)

La pittura del Secolo d'oro olandese o pittura barocca olandese si sviluppò durante un periodo della storia olandese (appunto il cosiddetto "Secolo d'oro") che abbraccia grosso modo tutto il XVII secolo, durante e dopo la parte successiva della guerra degli ottant'anni (1568–1648) per l'indipendenza olandese.
La nuova Repubblica olandese era la nazione più prospera d'Europa e guidava il commercio, la scienza e l'arte europei. Le province neerlandesi settentrionali che componevano il nuovo stato erano state tradizionalmente centri artistici meno importanti delle città delle Fiandre a sud. Le sollevazioni e i trasferimenti su larga scala della popolazione della guerra, nonché la rottura netta con le vecchie tradizioni culturali monarchiche e cattoliche, significavano che l'arte olandese doveva reinventare sé stessa. La pittura di soggetti religiosi crollò nettamente, ma crebbe un nuovo grande mercato per tutti i tipi di soggetti secolari.
Sebbene la pittura olandese del Secolo d'oro sia inclusa nel generale periodo europeo della pittura barocca, e spesso mostri molte delle sue caratteristiche, la maggior parte manca dell'idealizzazione e dell'amore dello splendore tipico di gran parte dell'opera barocca, inclusa quella delle vicine Fiandre. La maggior parte dell'opera, inclusa quella per la quale il periodo è più noto, riflette le tradizioni del realismo dettagliato ereditato dalla prima pittura neerlandese.

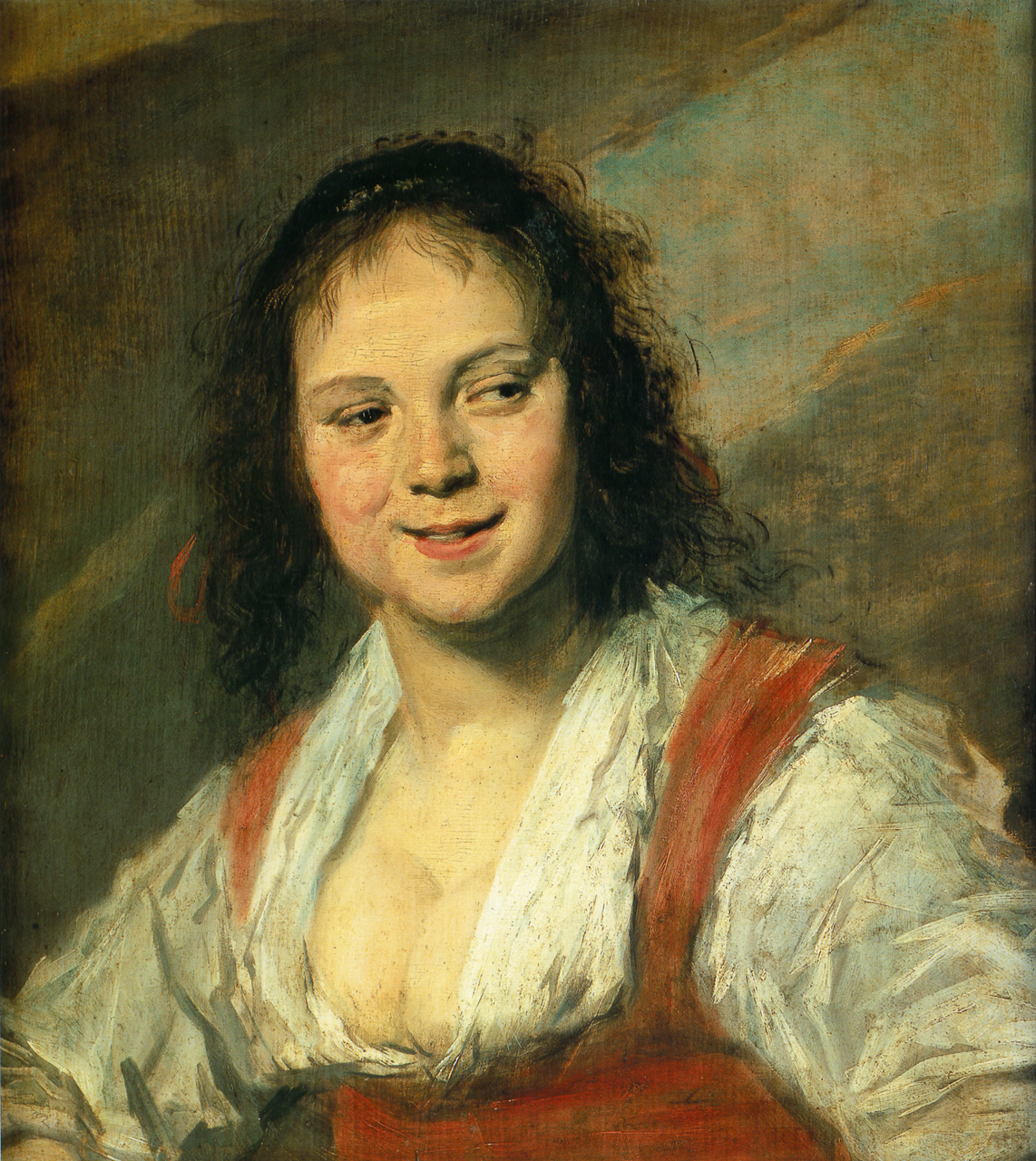
Tronie di Frans Hals, con il titolo successivo di La zingara. 1628–30. Olio su legno, 58 x 52 cm. La tronie include elementi di ritrattistica, pittura di genere e a volte pittura storica.

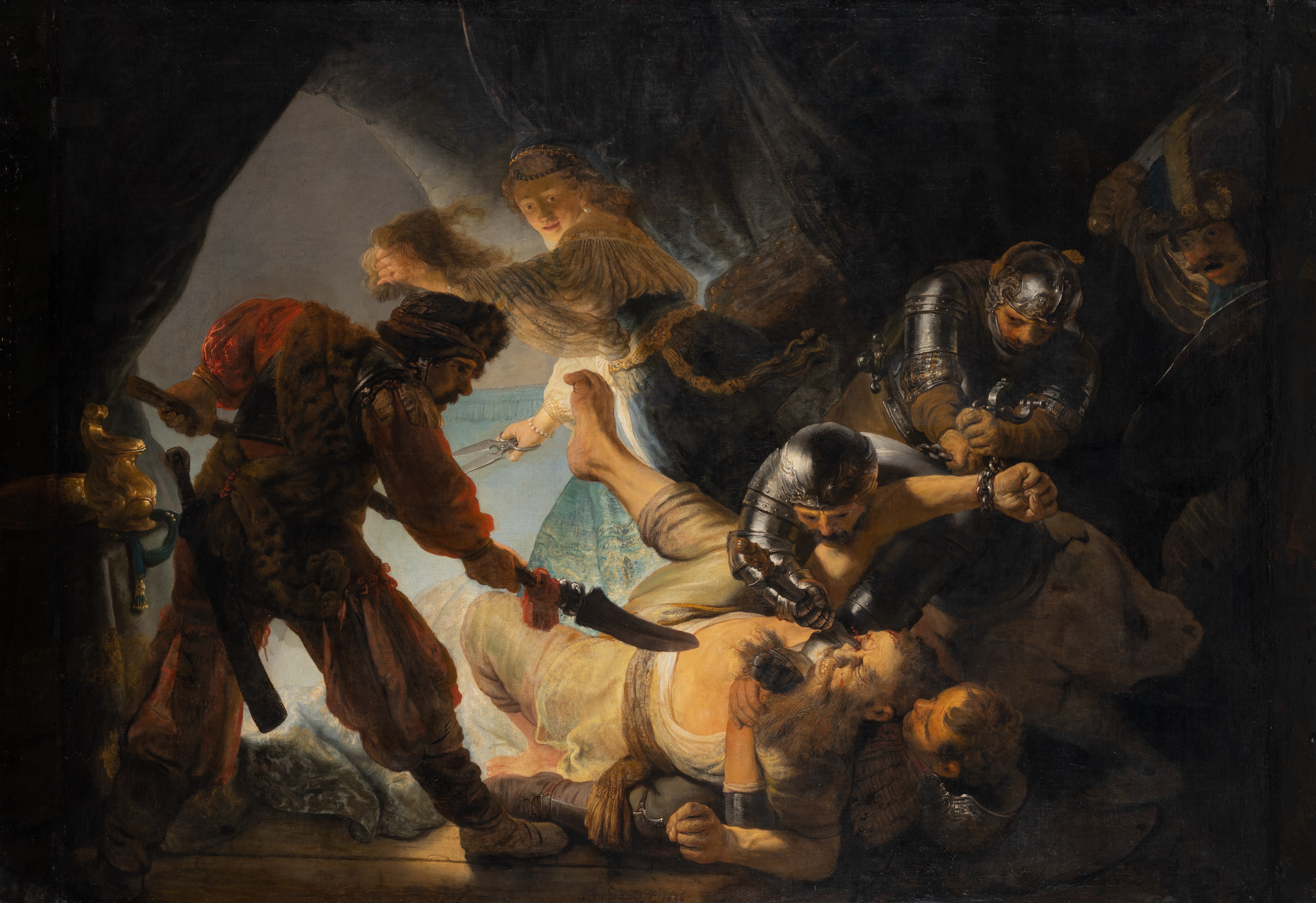
L'accecamento di Sansone, 1636, che Rembrandt diede a Huyghens

Una caratteristica distintiva del periodo è la proliferazione di distinti generi di dipinti, con la maggioranza degli artisti che producono il grosso della loro opera all'interno di una di queste. Il pieno sviluppo di questa specializzazione si vede dalla fine degli anni 1620, e il periodo da allora fino all'invasione francese del 1672 è il nucleo della pittura del Secolo d'oro. Gli artisti trascorrevano la maggior parte delle loro carriere dipingendo solo ritratti, scene di genere, paesaggi di terra, paesaggi di mare e navi, o nature morte, e spesso un particolare sottotipo all'interno di queste categorie. Molti di questi tipi di soggetto erano nuovi nella pittura occidentale, e il modo in cui gli Olandesi li dipingevano in questo periodo fu decisivo per il loro futuro sviluppo.

## Tipi di pittura

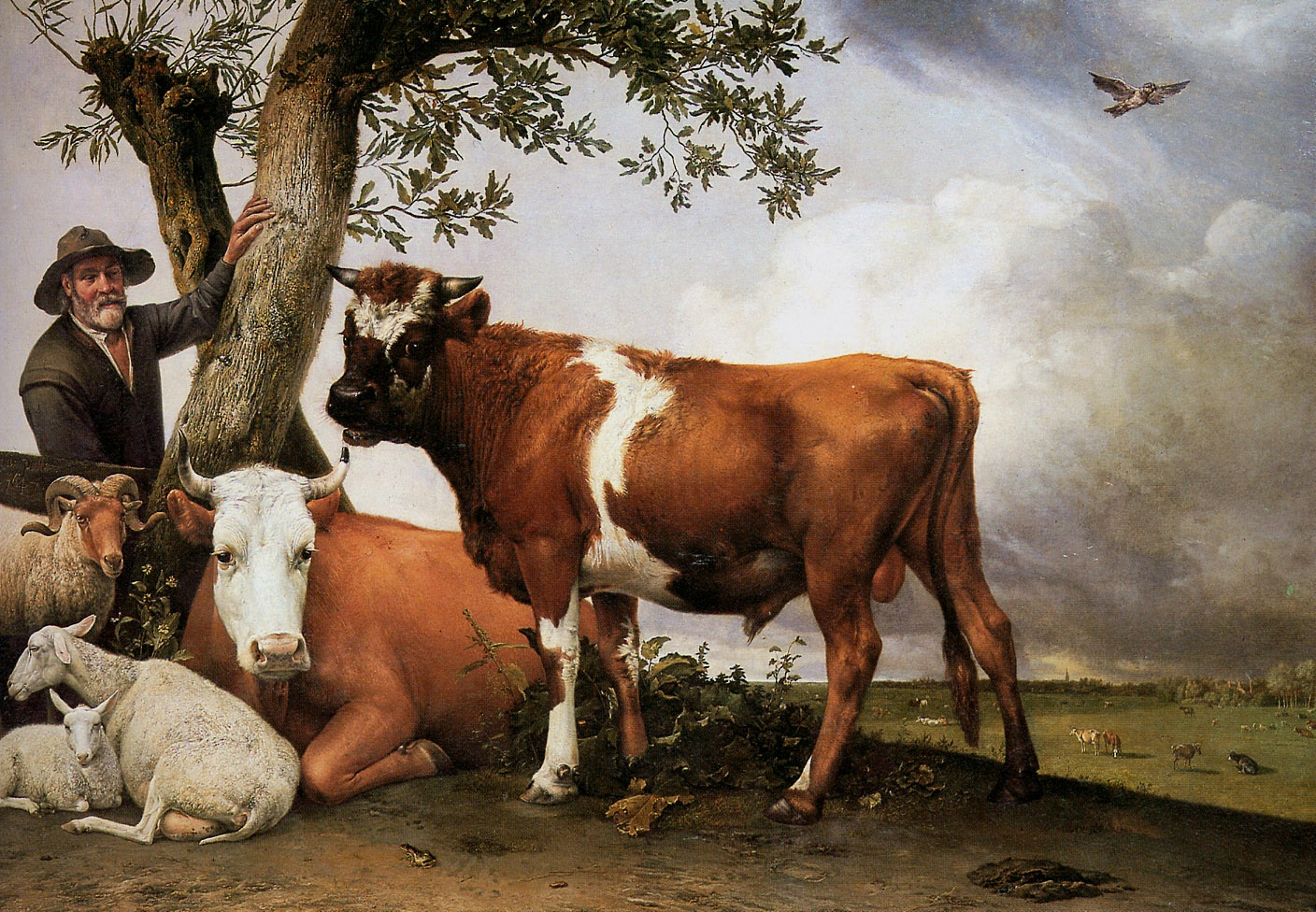
Paulus Potter, Il toro (1647); largo 3,4 metri. Un dipinto di animali insolitamente monumentale che sfida la gerarchia dei generi.

Una caratteristica distintiva del periodo, in confronto alla precedente pittura europea, era il numero limitato di dipinti religiosi. Il calvinismo olandese proibiva i dipinti religiosi nelle chiese, e benché i soggetti biblici fossero accettabili nelle case private, ne furono prodotti relativamente pochi. Le altre classi tradizionali della pittura storica e ritrattistica erano presenti, ma il periodo è più notevole per una enorme varietà di altri generi, suddivisi in numerose categorie specializzate, come scene di vita contadina, paesaggi, paesaggi urbani, paesaggi con animali, dipinti marittimi, dipinti floreali e nature morte di vari tipi. Lo sviluppo di molti di questi tipi di pittura fu decisamente influenzato dagli artisti olandesi del XVII secolo.
La teoria ampiamente sostenuta della "gerarchia dei generi" nella pittura, in base alla quale alcuni tipi erano considerati più prestigiosi di altri, condusse molti pittori a voler produrre pittura storica. Tuttavia questa era la più difficile da vendere, come scoprì perfino Rembrandt. Molti furono costretti a produrre ritratti o scene di genere, che si vendevano molto più facilmente. In ordine discendente di status, le categorie nella gerarchia erano:
- pittura storica, incluse le allegorie e i soggetti religiosi popolari
- pittura ritrattistica, inclusa la tronie
- pittura di genere o scene di vita quotidiana
- paesaggio, inclusi i paesaggi marini, le scene di battaglia, i paesaggi urbani e le rovine (i paesaggisti erano i "fanti comuni dell'Esercito dell'Arte" secondo Samuel van Hoogstraten.[3])
- natura morta.

Gli Olandesi si concentravano fortemente sulle categorie "inferiori", ma non rifiutavano affatto il concetto della gerarchia. La maggior parte dei dipinti erano relativamente piccoli - l'unico tipo comune di dipinti realmente grandi erano i ritratti di gruppo. Dipingere direttamente sui muri quasi non esisteva; quando lo spazio di un muro in un edificio pubblico aveva bisogno di essere decorato, si usava normalmente una tela con una cornice fatta su misura. Per la maggiore precisione possibile su una superficie dura, molti pittori continuavano ad usare pannelli di legno, qualche tempo dopo che il resto dell'Europa occidentale li aveva abbandonati; alcuni usavano lastre di rame, di solito riciclando lastre dalla stampa. A sua volta, il numero di dipinti sopravvissuti del Secolo d'oro fu ridotto dal fatto che vennero dipinti sopra con nuove opere per tutto il XVIII e il XIX secolo - quelli più scadenti di solito costavano meno di una tela, un cavalletto e una cornice nuovi.
Ci furono pochissimi esempi di scultura olandese durante il periodo; si trovano per la maggior parte nei monumenti funerari e annessi agli edifici pubblici, e la mancanza di piccole sculture per le case è una notevole lacuna, il cui posto era preso dall'argenteria e dalle ceramiche. Le mattonelle dipinte in ceramica di Delft erano molto economiche e comuni, anche se raramente di qualità realmente elevata, ma l'argento, specialmente nello stile auricolare, dominava l'Europa. Con questa eccezione, i migliori sforzi artistici si concentrarono sulla pittura e sulla stampa.

## Il mondo dell'arte

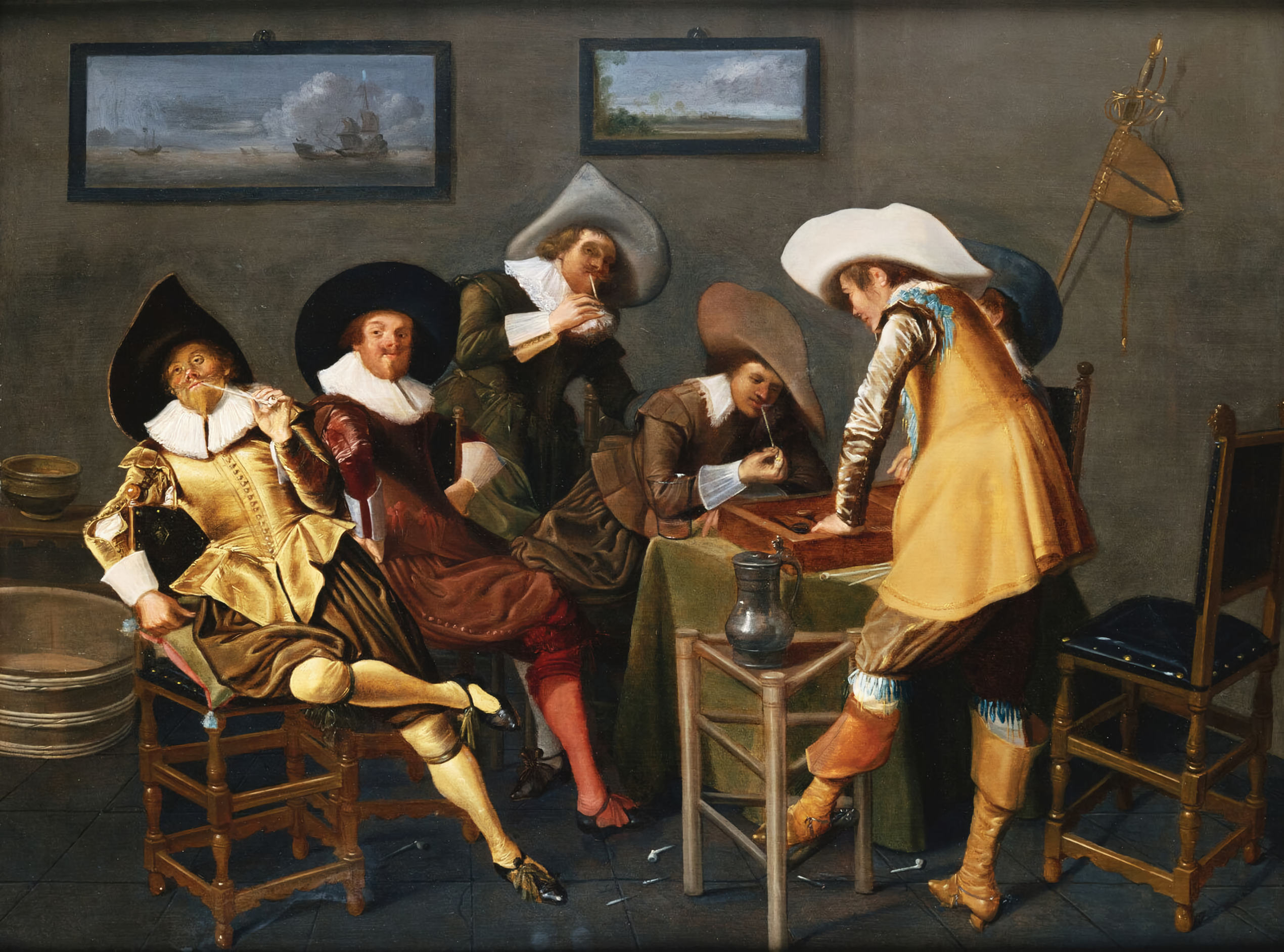
Dirck Hals, scena di genere di Gentiluomini che fumano e giocano a tric trac in una taverna.

Gli stranieri facevano osservazioni sulle enormi quantità di opere d'arte prodotte e sulle grandi fiere dove molti erano venduti dipinti - si è stimato grosso modo che oltre 1,3 milioni di quadri olandesi furono dipinti solo nei 20 anni successivi al 1640. Il volume di produzione significava che i prezzi erano abbastanza bassi, tranne per gli artisti più noti; come nella maggior parte dei periodi successivi, c'era un forte dislivello di prezzo per artisti più alla moda. Quelli privi di una solida reputazione contemporanea, o che erano usciti di moda, inclusi molti ora considerati tra i più grandi del periodo, come Vermeer, Frans Hals e Rembrandt nei suoi ultimi anni, ebbero notevoli problemi per guadagnarsi da vivere, e morirono poveri; molti artisti avevano altri lavori, o abbandonavano completamente l'arte. In particolare l'invasione francese del 1672 (il Rampjaar, o "anno del disastro") portò una grave depressione per il mercato dell'arte, che non ritornò praticamente mai alle precedenti altezze.
La distribuzione dei quadri era molto ampia: "anzi molte volte, fabbri, ciabattini ecc. avranno qualche quadro o altro accanto alla loro fucina e nella loro stalla. Tale è la generale nozione, inclinazione e diletto che questi nativi del paese hanno per la pittura" riportava un viaggiatore inglese nel 1640. C'erano virtualmente per la prima volta mercanti d'arte professionali, anche parecchi artisti significativi, come Vermeer e suo padre, Jan van Goyen e Willem Kalf. Il mercante di Rembrandt Hendrick van Uylenburgh e suo figlio Gerrit erano tra i più importanti. I paesaggi erano le opere senza commessa più facili da vendere, e i loro pittori erano i "fanti comuni dell'Esercito dell'Arte" secondo Samuel van Hoogstraten.

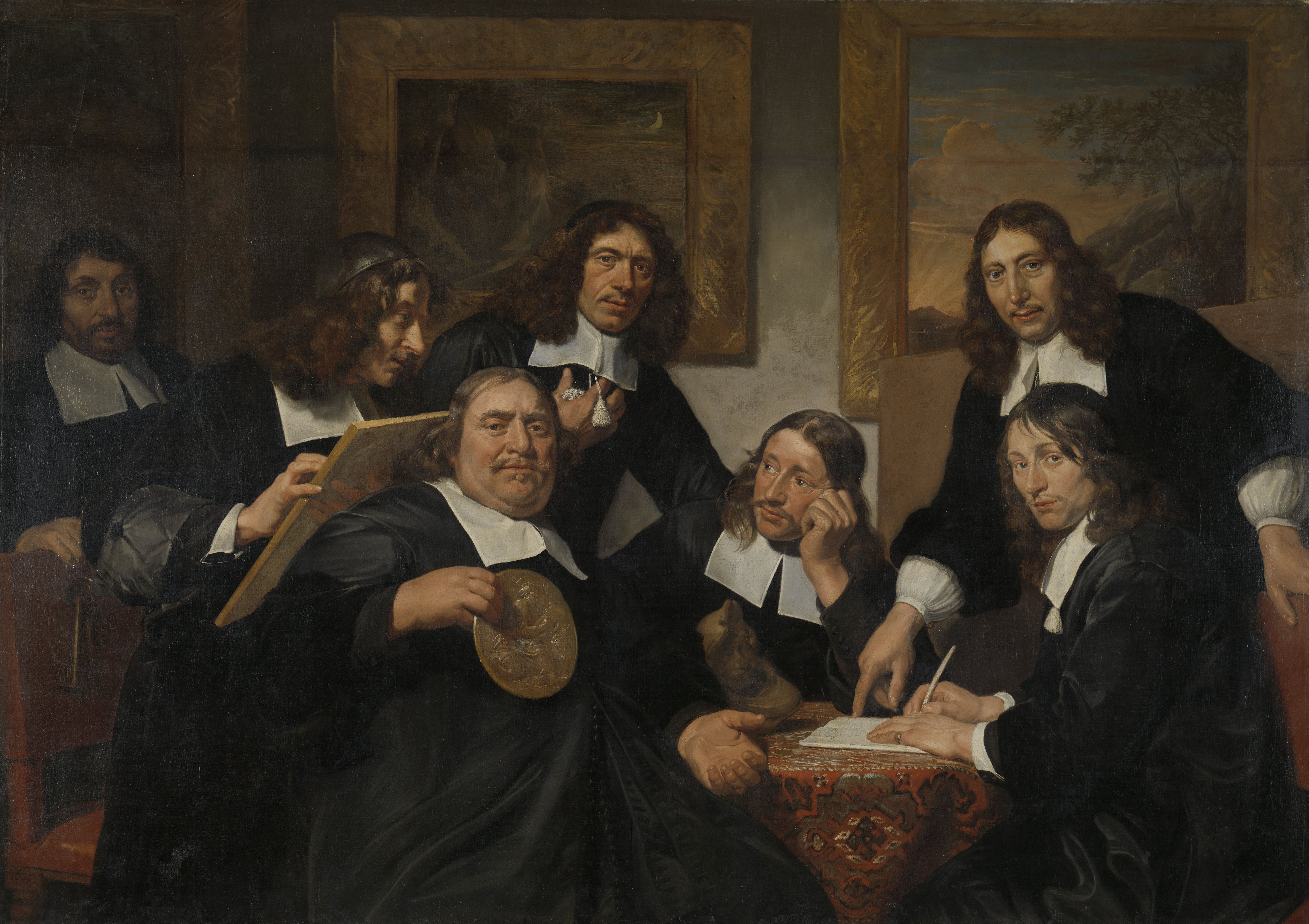
La Gilda dei pittori ad Haarlem nel 1675, di Jan de Bray, il cui autoritratto è il secondo da sinistra

La qualità tecnica degli artisti olandesi era generalmente alta, seguendo ancora per la maggior parte il vecchio sistema medievale di formazione mediante apprendistato da un maestro. Tipicamente, le botteghe erano più piccole che nelle Fiandre o in Italia, con soltanto uno o due apprendisti alla volta, il numero spesso essendo ristretto dai regolamenti della gilda. Il tumulto dei primi anni della Repubblica, che spinse artisti dal sud a trasferirsi al nord, e la perdita dei mercati tradizionali della corte e della chiesa, portò ad una rinascita delle gilde degli artisti, spesso ancora chiamate Gilda di San Luca. In molti casi queste fecero sì che gli artisti si districassero dai raggruppamenti medievali dove condividevano una gilda con vari altri mestieri, come gli imbianchini. Varie nuove gilde furono istituite nel periodo: Amsterdam nel 1579, Haarlem nel 1590, e Gouda, Rotterdam, Utrecht e Delft tra il 1609 e il 1611. Le autorità di Leida diffidavano delle gilde e non ne permisero fino al 1648.
Più avanti nel corso del secolo cominciò ad essere chiaro a tutti che la vecchia idea di una gilda che controllava sia la formazione che le vendite non funzionava più bene, e gradualmente le gilde furono sostituite dalle accademie, spesso interessate soltanto alla formazione degli artisti. L'Aia, con la corte, fu un primo esempio, ove gli artisti si divisero in due gruppi nel 1656 con la fondazione della Confrerie Pictura. Con l'ovvia eccezione dei ritratti, molti altri dipinti olandesi erano fatti "speculativamente" senza una commessa specifica come accadeva allora in altri paesi - uno dei molti modi nei quali il mercato dell'arte olandese mostrava il futuro.

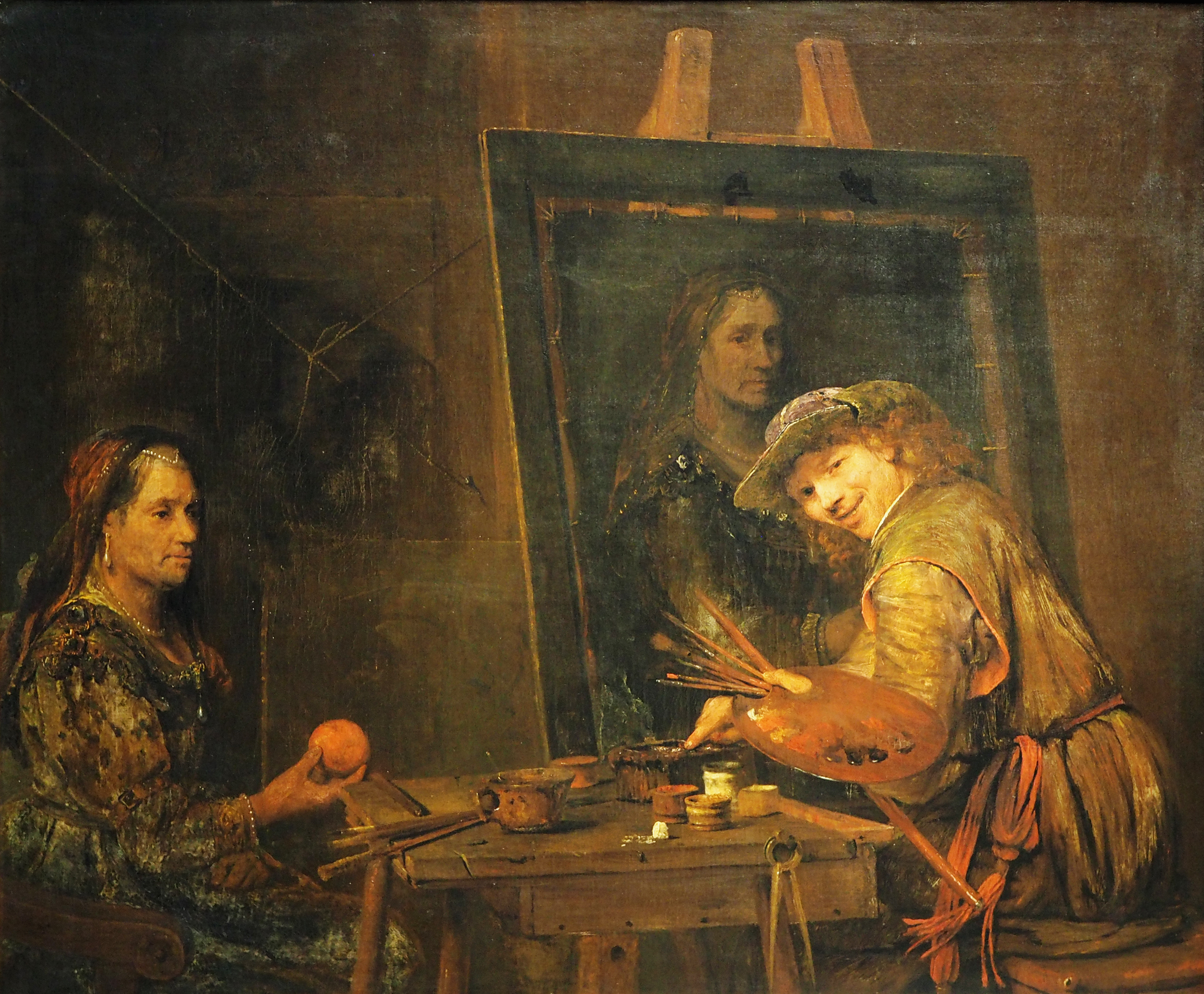
Aert de Gelder, Autoritratto come Zeusi (1685)

C'erano molte dinastie di artisti, e molti sposavano le figlie dei loro maestri o di altri artisti. Molti artisti venivano da famiglie agiate, che pagavano rette per i loro apprendistati, e spesso facevano matrimoni di interesse. Rembrandt e Jan Steen furono entrambi iscritti all'Università di Leida per un periodo. Varie città avevano stili e specialità distinte per soggetto, ma Amsterdam era il maggior centro artistico, a causa della sua grande ricchezza. Città come Haarlem e Utrecht furono più importanti nella prima metà del secolo, mentre Leida ed altre città emersero dopo il 1648, e soprattutto Amsterdam, che attirò sempre di più a sé artisti dal resto dei Paesi Bassi, come pure dalle Fiandre e dalla Germania.
Gli artisti olandesi erano sorprendentemente meno preoccupati della teoria artistica di quelli di molte altre nazioni, e meno inclini a discutere la loro arte; sembra che ci fosse anche molto meno interesse per la teoria artistica nei normali circoli intellettuali e tra il grande pubblico di quanto fosse allora comune in Italia. Poiché quasi tutte le commesse e le vendite erano private e avvenivano tra individui borghesi i cui resoconti non sono stati conservati, queste transazioni sono anche meno ben documentate che altrove. Ma l'arte olandese era una fonte di orgoglio nazionale, e i maggiori biografi sono cruciali fonti di informazione. Questi sono Karel van Mander (Schilder-Boeck - "Libro della Pittura", 1604), che copre essenzialmente il secolo precedente, ed Arnold Houbraken (De groote schouburgh der Nederlantsche konstschilders en schilderessen – "Il grande teatro dei pittori e delle pittrici olandesi", 1718–21). Entrambi seguirono, e in effetti superarono, Vasari includendo un gran numero di brevi vite di artisti - oltre 500 nel caso di Houbraken - ed entrambi sono considerati generalmente accurati sulle circostanze di fatto.
L'artista tedesco Joachim von Sandrart (1606–1688) aveva lavorato per alcuni periodi in Olanda, e il suo Deutsche Akademie nello stesso formato copre molti artisti olandesi che conosceva. Il maestro di Houbraken, e allievo di Rembrandt, era Samuel van Hoogstraten (1627–1678), i cui Zichtbare wereld e Inleyding tot de Hooge Schoole der Schilderkonst (1678) contengono informazioni più critiche che biografiche, e sono tra i più importanti trattati sulla pittura del periodo. Come altre opere olandesi sulla teoria dell'arte, esse espongono molti luoghi comuni della teoria rinascimentale e non riflettono interamente l'arte olandese contemporanea, spesso ancora concentrata sulla pittura storica.

## Pittura storica

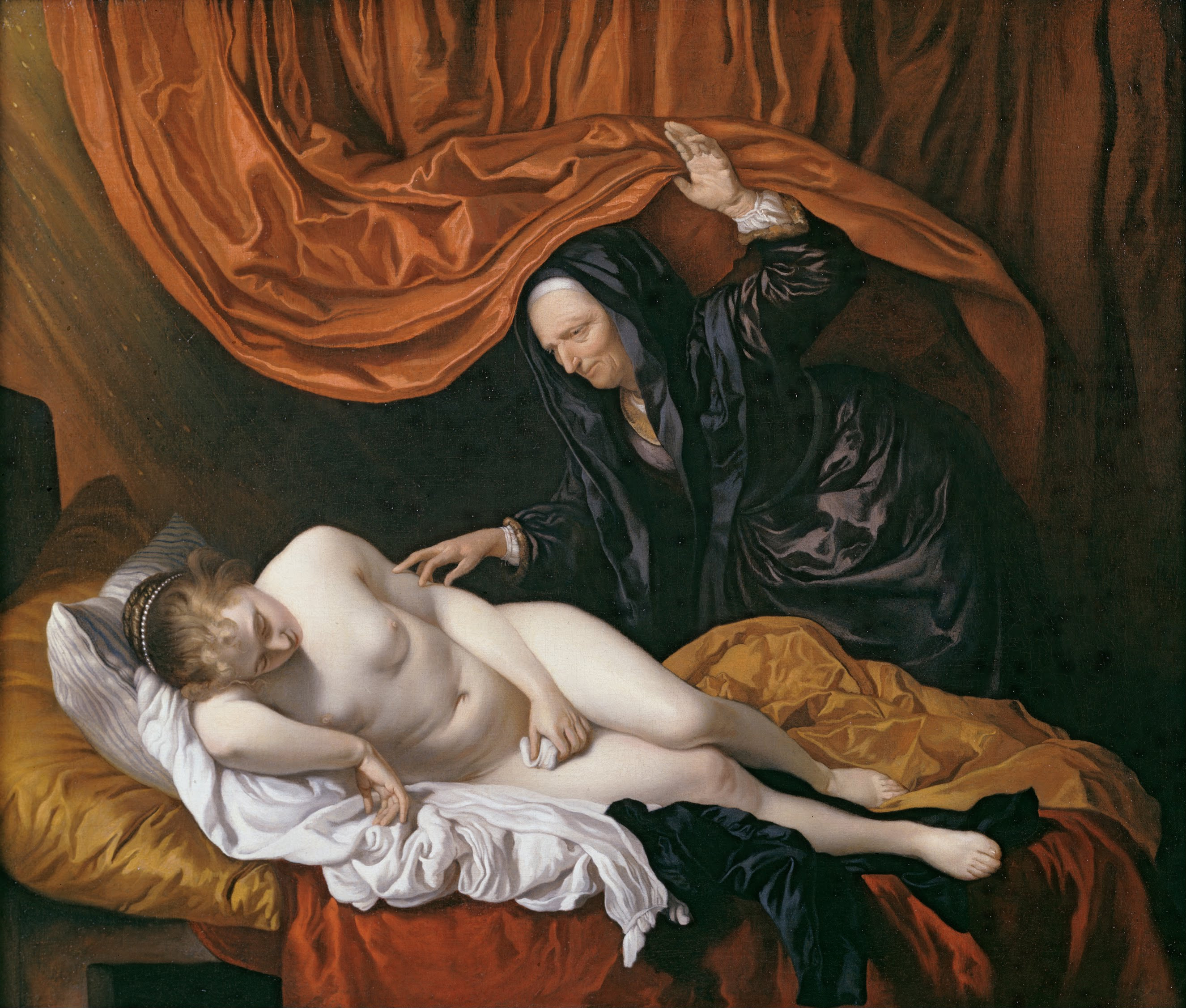
Jacob van Loo, Danae (si confronti l'esecuzione di Rembrandt)

Questa categoria comprende non solo dipinti che raffigurano eventi storici del passato, ma anche dipinti che mostrano scene bibliche, mitologiche, letterarie e allegoriche. Gli eventi storici recenti essenzialmente esulavano dalla categoria ed erano trattati in modo realistico, come la combinazione appropriata di ritratti con soggetti marini, di paesaggio urbano o di paesaggio. Grandi scene storiche o bibliche drammatiche furono prodotte meno frequentemente che in altri paesi, poiché non esisteva un mercato locale per l'arte sacra e poche grandi case barocche aristocratiche da riempire. Inoltre, la popolazione protestante delle grandi città era stata esposta a usi notevolmente ipocriti dell'allegoria manierista nella fallita propaganda asburgica durante la rivolta olandese, il che aveva prodotto una forte reazione al realismo e una sfiducia nella grandiosa retorica visiva. La pittura storica era ormai un'"arte minoritaria", sebbene in una certa misura ciò fosse compensato da un interesse relativamente forte per le versioni stampate dei soggetti storici.
Più che in altri tipi di pittura, i pittori storici olandesi continuarono ad essere influenzati dalla pittura italiana. Stampe e copie di capolavori italiani circolarono e suggerirono alcuni schemi compositivi. La crescente abilità olandese nella raffigurazione della luce fu applicata a stili derivati dall'Italia, in particolare quello di Caravaggio. Alcuni pittori olandesi viaggiarono anche in Italia, benché questo fosse meno comune che tra i loro contemporanei fiamminghi, come si può vedere dall'appartenenza al circolo Bentvueghels di Roma.

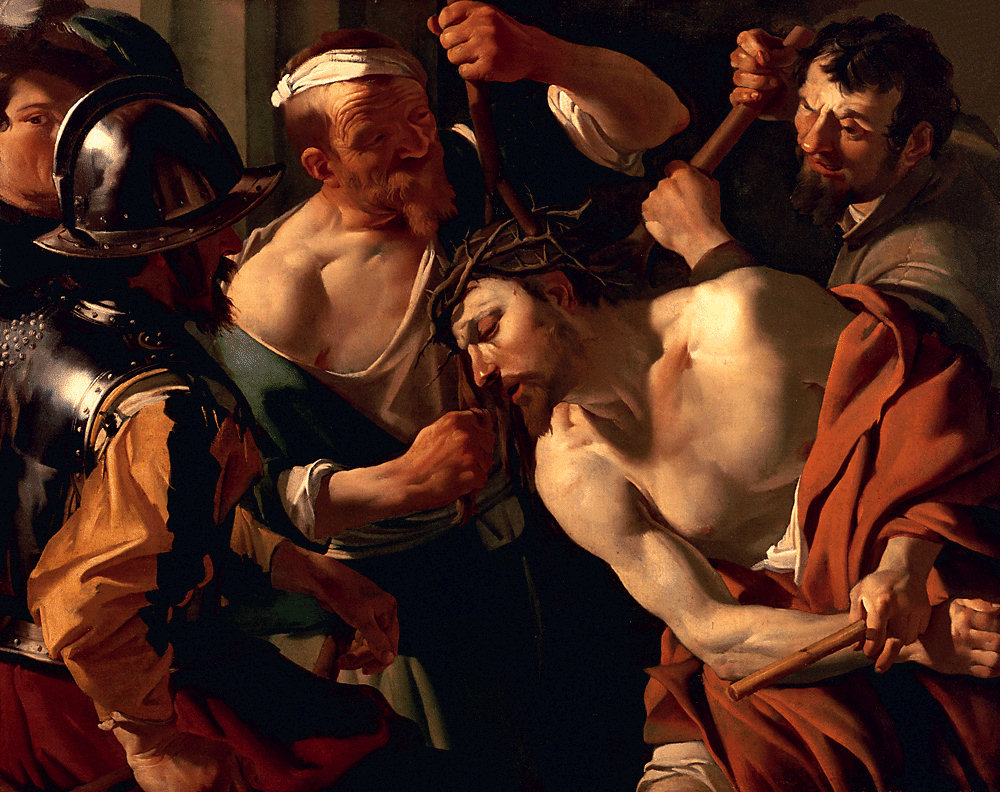
Caravaggismo di Utrecht: Dirck van Baburen, Cristo coronato di spine, 1623, per un convento di Utrecht, non un mercato disponibile nella maggior parte dell'Olanda

Nella prima parte del secolo molti artisti manieristi nordici con stili formatisi nel secolo precedente continuarono a lavorare, fino agli anni 1630 nei casi di Abraham Bloemaert e Joachim Wtewael. Molti dipinti storici erano di piccole dimensioni, con il pittore tedesco (residente a Roma) Adam Elsheimer tanto influente quanto Caravaggio (entrambi morirono nel 1610) su pittori olandesi come Pieter Lastman, il maestro di Rembrandt e Jan e Jacob Pynas. Rispetto alla pittura storica barocca di altri paesi, essi condividevano l'enfasi olandese sul realismo e la franchezza narrativa, e sono talvolta noti come i "pre-rembrandtisti", in quanto i primi dipinti di Rembrandt erano in questo stile.
Il Caravaggismo di Utrecht descrive un gruppo di artisti che produssero sia pittura storica sia scene di genere generalmente grandi in uno stile con influenze italiane, spesso facendo pesante uso del chiaroscuro. Utrecht, prima della rivolta la più importante città del nuovo territorio olandese, era una città olandese insolita, ancora per il 40% cattolica alla metà del secolo, ancora di più tra i gruppi di élite, che includevano molti nobili e gentiluomini di campagna che avevano lì case in città. I principali artisti furono Hendrick ter Brugghen, Gerard van Honthorst e Dirck van Baburen, e la scuola fu attiva fino al 1630 circa, sebbene van Honthorst continuasse fino agli anni 1650 come affermato pittore di corte presso le corti inglese, olandese e danese in uno stile più classico.
Rembrandt cominciò come pittore storico prima di trovare successo finanziario come ritrattista, e non abbandonò mai le sue ambizioni in questo campo. Un gran numero delle sue acqueforti sono di scene narrative religiose, e la storia della sua ultima commessa storica, Congiura di Giulio Civile (1661), illustra sia la sua dedizione alla forma sia le difficoltà che ebbe nel trovare un pubblico. Vari artisti, molti suoi allievi, tentarono con qualche successo di continuare il suo personalissimo stile; Govaert Flinck fu quello di maggior successo. Gérard de Lairesse (1640–1711) fu un altro di questi, prima di cadere sotto la pesante influenza del classicismo, e diventare il suo principale fautore olandese sia come artista che come teorico.
La nudità era effettivamente il dominio esclusivo della pittura storica, sebbene molti ritrattisti travestissero i loro occasionali nudi (quasi sempre femminili) con un titolo classico, come faceva Rembrandt. Malgrado tutta la loro disinibita allusività, i pittori di genere raramente rivelavano più di una generosa scollatura o porzione di coscia, di solito quando dipingevano prostitute o contadini "italiani".

## Ritratti

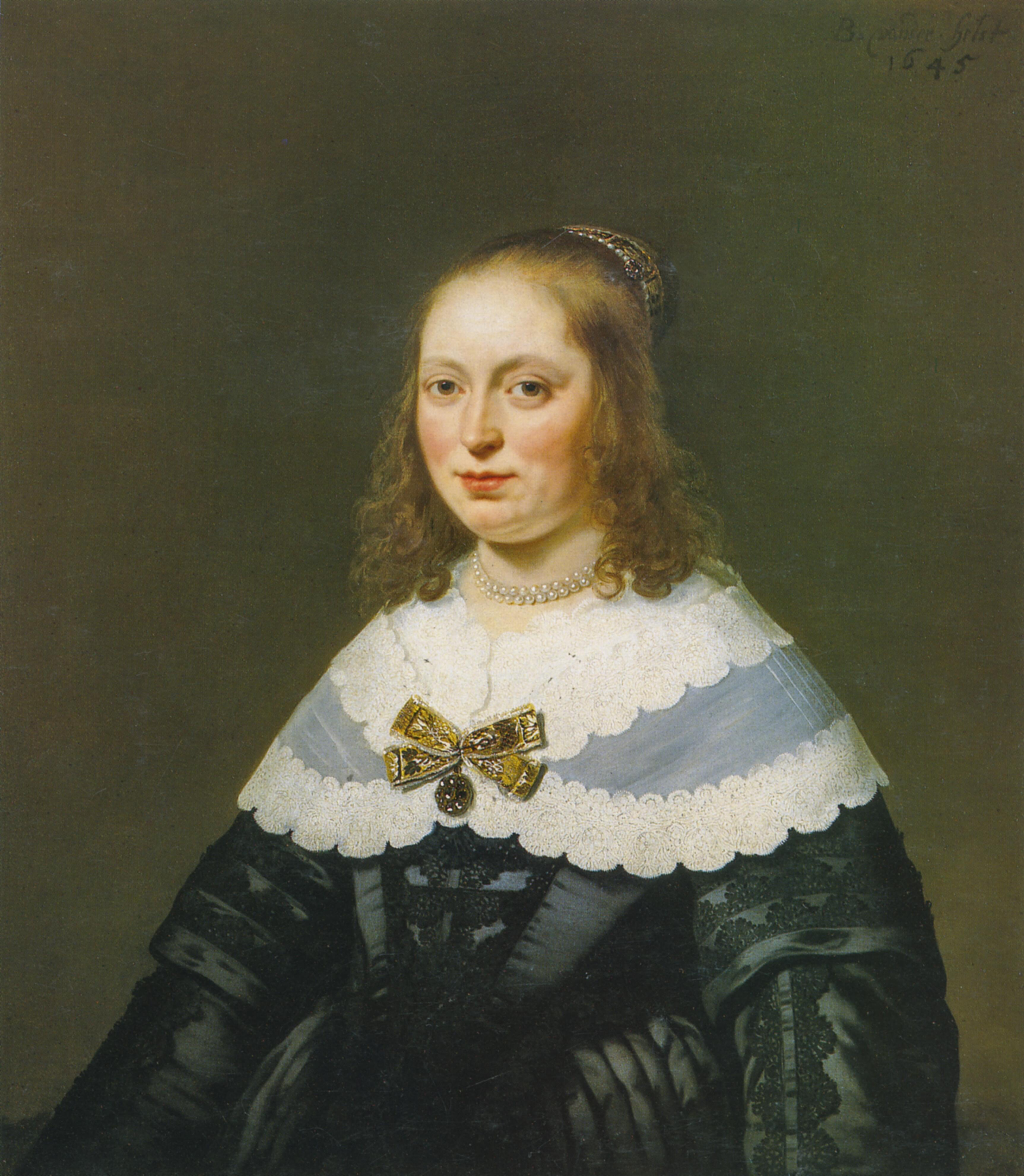
Bartholomeus van der Helst, Sophia Trip (1645), membro di una delle famiglie più ricche dell'Olanda.

La pittura ritrattistica prosperò nei Paesi Bassi nel XVII secolo, poiché esisteva una grande classe mercantile che era molto più pronta a commissionare i ritratti dei suoi equivalenti in altri paesi; una sintesi delle varie stime della produzione totale arriva tra 750.000 e 1.100.000 ritratti. Rembrandt godette il suo più grande periodo di successo finanziario come giovane ritrattista di Amsterdam, ma come altri artisti, divenne piuttosto annoiato a dipingere ritratti di borghesi su commissione: "gli artisti viaggiano lungo questa strada senza piacere", secondo van Mander.
Mentre la pittura ritrattistica olandese evita la spavalderia e la retorica eccessiva dell'aristocratica ritrattistica barocca in corso nel resto dell'Europa del XVII secolo, l'austero abbigliamento dei modelli maschili e in molti casi delle modelle femminili, e la sensazione calvinista che l'inclusione di oggetti di scena, effetti personali o vedute di terreni sullo sfondo mostrerebbe il peccato di orgoglio, porta a un'innegabile uniformità in molti ritratti olandesi, malgrado tutta la loro qualità tecnica. Anche una posa eretta viene di solito evitata, in quanto anche una figura intera potrebbe mostrare orgoglio. Le pose sono riservate, specialmente per le donne, benché ai bambini possa essere concessa più libertà. Il momento classico per far dipingere un ritratto era all'atto del matrimonio, quando i nuovi marito e moglie abbastanza spesso occupavano cornici separate in una coppia di dipinti. I ritratti successivi di Rembrandt si impongono per la forza della caratterizzazione, e talvolta per un elemento narrativo, ma anche i suoi primi ritratti possono essere scoraggianti "in massa", come nella stanza piena di "Rembrandt degli inizi" donata al Metropolitan Museum of Art di New York.

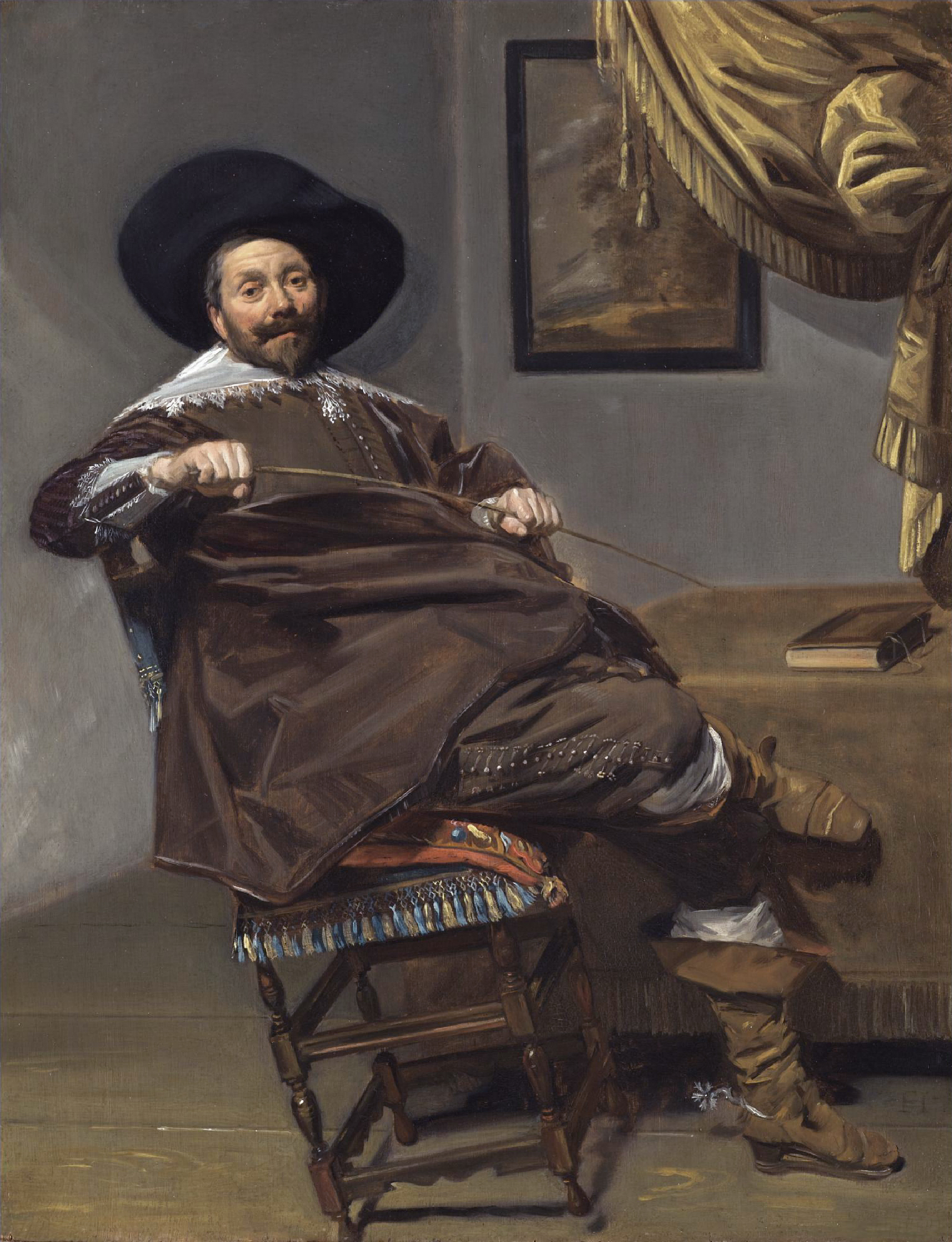
Frans Hals, Willem Heythuijsen (1634),.

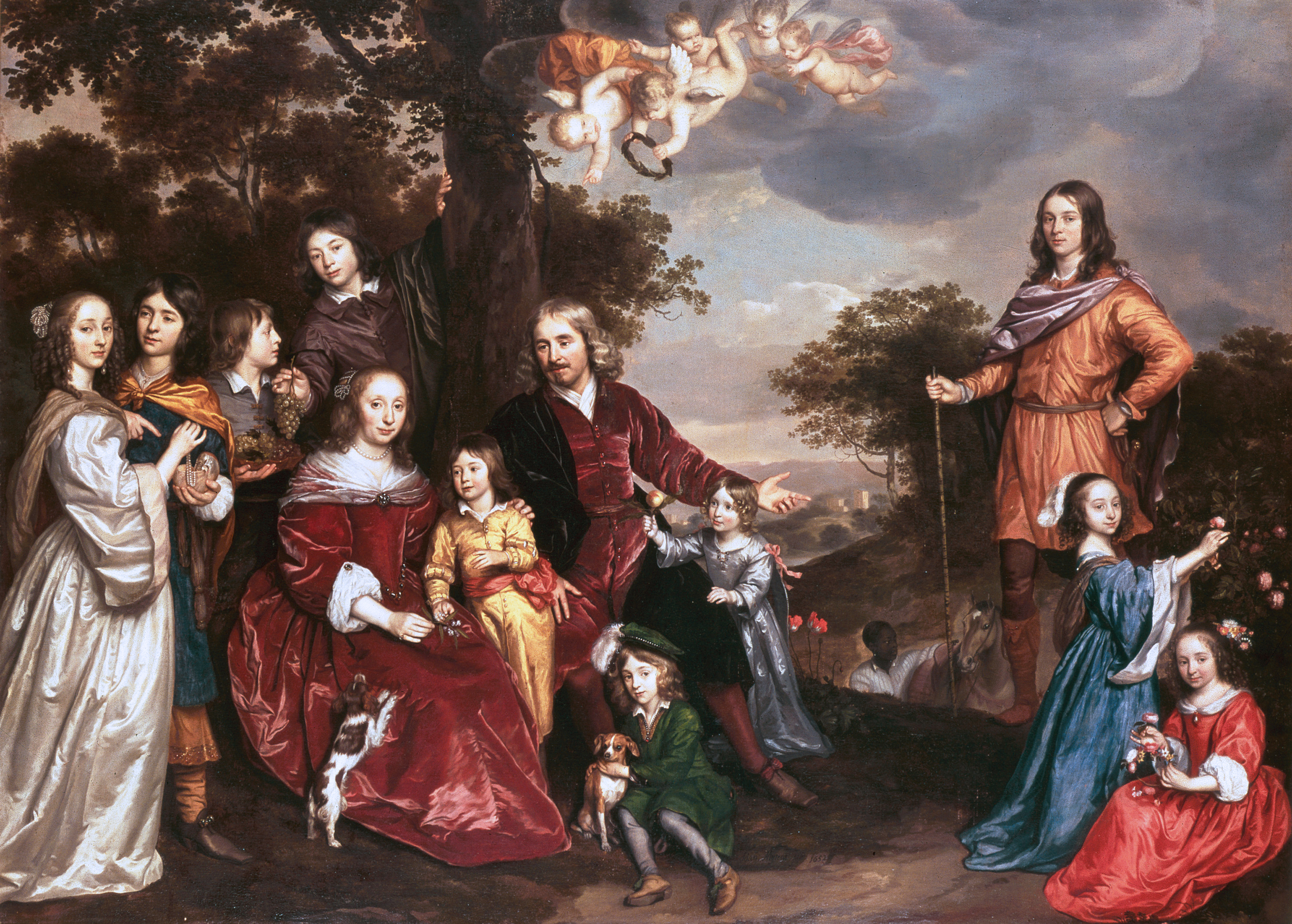
Jan Mijtens, ritratto di famiglia, 1652, con i ragazzi in abito "pittoresco".

L'altro grande ritrattista del periodo è Frans Hals, la cui famosa pennellata vivace e la capacità di mostrare i modelli rilassati e allegri aggiungono entusiasmo anche ai soggetti meno promettenti. La posa "estremamente disinvolta" del suo ritratto di Willem Heythuijsen è eccezionale: "nessun altro ritratto di questo periodo è così informale". Il modello era un ricco commerciante di tessuti che aveva già commissionato l'unico ritratto a grandezza naturale e a figura intera di Hals dieci anni prima. In quest'opera molto più piccola per una camera privata indossa abiti da equitazione. Jan de Bray incoraggiava i suoi modelli a posare in costume come figure della storia classica, ma molte delle sue opere appartengono alla sua stessa famiglia. Thomas de Keyser, Bartholomeus van der Helst, Ferdinand Bol e altri, tra cui molti menzionati di seguito come pittori storici o di genere, fecero del loro meglio per ravvivare opere più convenzionali. La ritrattistica, meno influenzata dalla moda rispetto ad altri tipi di pittura, rimase il sicuro ripiego per gli artisti olandesi.
Da quel poco che sappiamo delle procedure di studio degli artisti, sembra che, come altrove in Europa, il volto fosse probabilmente disegnato e forse dipinto in una seduta iniziale o due. Il numero tipico di ulteriori sedute non è chiaro - tra zero (per un Rembrandt a figura intera) e 50 appaiono documentati. Gli abiti venivano lasciati in studio e potevano essere dipinti dagli assistenti o da un maestro specializzato mandato a chiamare, anche se, o perché, erano considerati una parte molto importante del dipinto. Le donne sposate e non sposate possono essere distinte per il loro abbigliamento, sottolineando come fossero dipinte poche donne da sole, tranne che in gruppi familiari. Come altrove, l'accuratezza degli abiti mostrati è variabile - si indossano abiti a righe e ornati con disegni, ma gli artisti raramente li mostrano, comprensibilmente evitando il lavoro extra. I colletti di pizzo e gorgiera erano inevitabili e rappresentavano una sfida formidabile per i pittori dediti al realismo. Rembrandt sviluppò un modo più efficace di dipingere i merletti con disegni, passando larghe pennellate bianche, e poi dipingendo leggermente in nero per mostrare il disegno. Un altro modo per farlo era dipingere di bianco su uno strato nero e grattare via il bianco con la punta del pennello per mostrare il disegno.
Alla fine del secolo ci fu la moda di mostrare i modelli in un semicostume, cominciata in Inghilterra da van Dyck negli anni 1630, noto come costume "pittoresco" o "romano". I modelli dell'aristocrazia e della milizia si permettevano maggiore libertà dei borghesi negli abiti dai colori vivaci e nelle ambientazioni costose, e le affiliazioni religiose probabilmente influenzavano molte raffigurazioni. Entro la fine del secolo i valori aristocratici, o francesi, si stavano diffondendo tra i borghesi, e alle raffigurazioni era consentita maggiore libertà e sfoggio.
Un tipo caratteristico di pittura, che combina elementi della pittura ritrattistica, storica e di genere, era la tronie. Questa era di solito un'unica figura a mezzo busto che si concentrava sul catturare un umore o un'espressione insolita. L'identità effettiva del modello non si presumeva importante, ma poteva rappresentare una figura storica ed essere in costume esotico o storico. Jan Lievens e Rembrandt, molti dei cui autoritratti erano anche tronies (specialmente quelli incisi all'acquaforte), furono tra quelli che svilupparono il genere.
I ritratti di famiglia tendevano, come nelle Fiandre, ad essere ambientati all'aperto nei giardini, ma senza una visione ampia come più tardi in Inghilterra, e ad essere relativamente informali nell'abbigliamento e nell'umore. I ritratti di gruppo, in gran parte un'invenzione olandese, erano popolari tra il grande numero di associazioni civiche che erano una parte notevole della vita olandese, come ad esempio gli agenti di una schutterij municipale o guardie della milizia, i consigli di amministrazione e i reggenti di corporazioni e fondazioni di beneficenza e simili. Soprattutto nella prima metà del secolo, i ritratti erano molto formali e rigidi nella composizione. I gruppi erano spesso seduti attorno a un tavolo, ogni persona guardava lo spettatore. Molta attenzione era prestata ai dettagli raffinati nell'abbigliamento e, dove applicabile, ai mobili e altri segni della posizione di una persona nella società. Più tardi nel corso del secolo i gruppi divennero più vivaci e i colori più brillanti. I sindaci dei drappieri di Rembrandt è una sottile esecuzione di un gruppo attorno a un tavolo.

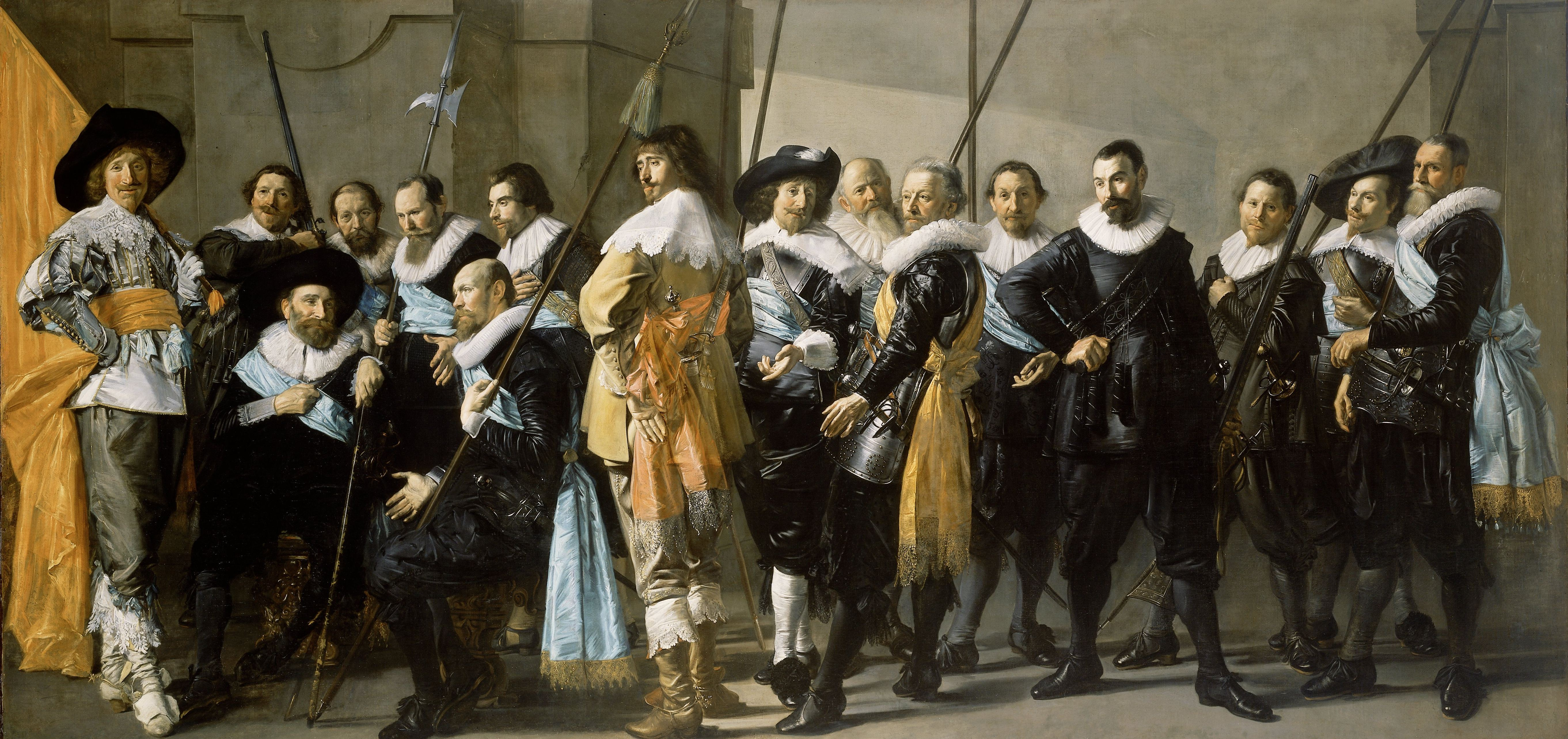
La magra compagnia, un ritratto di gruppo di una milizia o schuttersstuk di Amsterdam, di Frans Hals e Pieter Codde (1633-37)

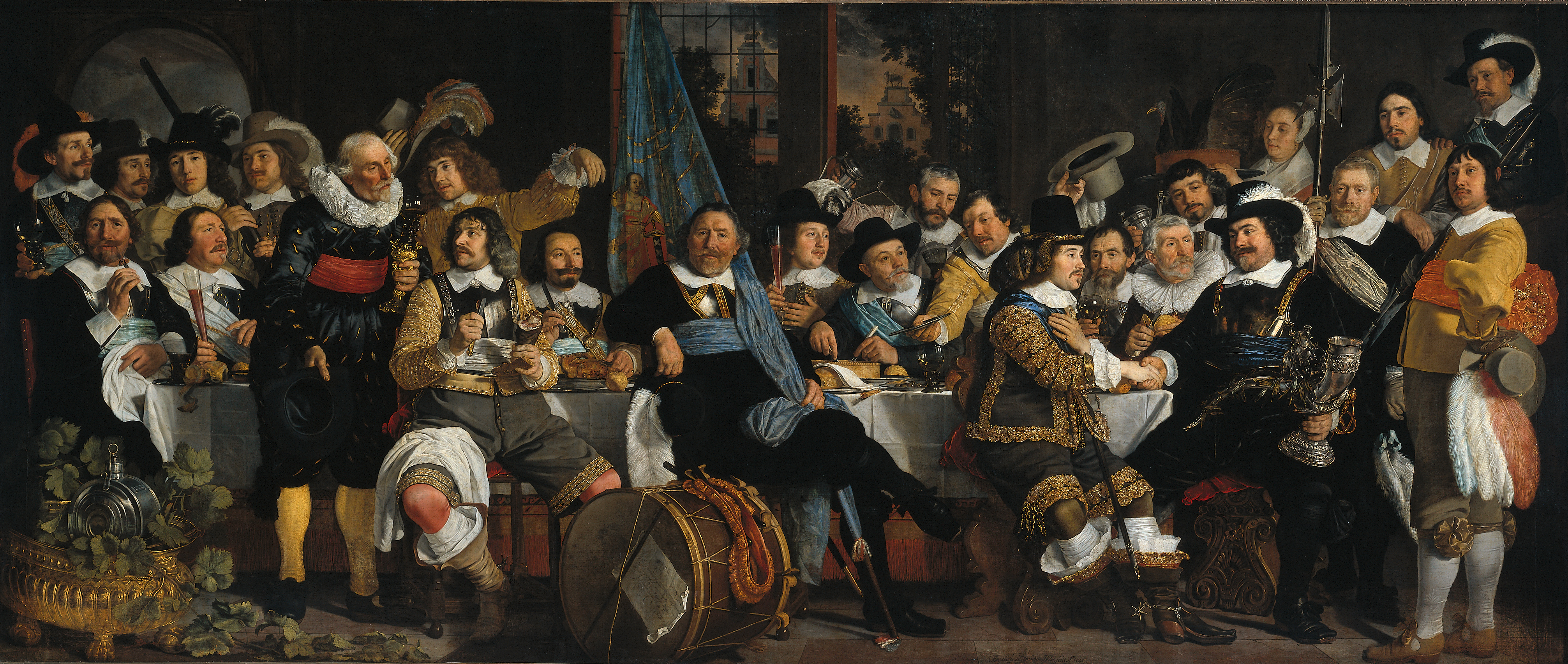
Bartholomeus van der Helst, Banchetto della guardia civica di Amsterdam in celebrazione della pace di Münster, 1648; largo 5,47 m

Gli scienziati spesso posavano con strumenti e oggetti del loro studio intorno a loro. I medici a volte posavano insieme attorno a un cadavere, una cosiddetta "lezione anatomica", quella più famosa essendo la Lezione di anatomia del dottor Tulp di Rembrandt (1632, Mauritshuis, L'Aia). I consigli di amministrazione nei loro ritratti di regentenstuk preferivano un'immagine di austerità e umiltà, posando in abiti scuri (che con la loro raffinatezza testimoniavano la loro posizione di spicco nella società), spesso seduti attorno a un tavolo, con espressioni solenni sui loro volti.
La maggior parte dei ritratti di gruppo delle milizie furono commissionati ad Haarlem e ad Amsterdam, ed erano molto più esuberanti, rilassati o addirittura chiassosi di altri tipi di ritratti, oltre che molto più grandi. I primi esempi mostravano le figure mentre stavano cenando, ma i gruppi successivi mostravano la maggior parte delle figure in piedi per una composizione più dinamica. Il famoso La compagnia del capitano Frans Banning Cocq di Rembrandt, meglio conosciuto come Ronda di notte (1642), fu un tentativo ambizioso e non del tutto riuscito di mostrare un gruppo in azione, che parte per una pattuglia o una parata, anche innovativo nell'evitare il tipico ampio formato di tali opere.
Il costo dei ritratti di gruppo era solitamente condiviso dai soggetti, spesso non in parti uguali. L'importo pagato poteva determinare il posto di ciascuna persona nella foto, o dalla testa ai piedi con tutte le insegne della sua carica in primo piano o solo il viso in fondo al gruppo. A volte tutti i membri del gruppo pagavano una somma uguale, che probabilmente portava a liti quando alcuni membri ottenevano un posto più importante nel quadro rispetto ad altri. Ad Amsterdam la maggior parte di questi dipinti finiva da ultimo in possesso del consiglio comunale, e molti sono ora esposti nell'Amsterdams Historisch Museum; non ci sono esempi significativi al di fuori dei Paesi Bassi.

## Scene di vita quotidiana

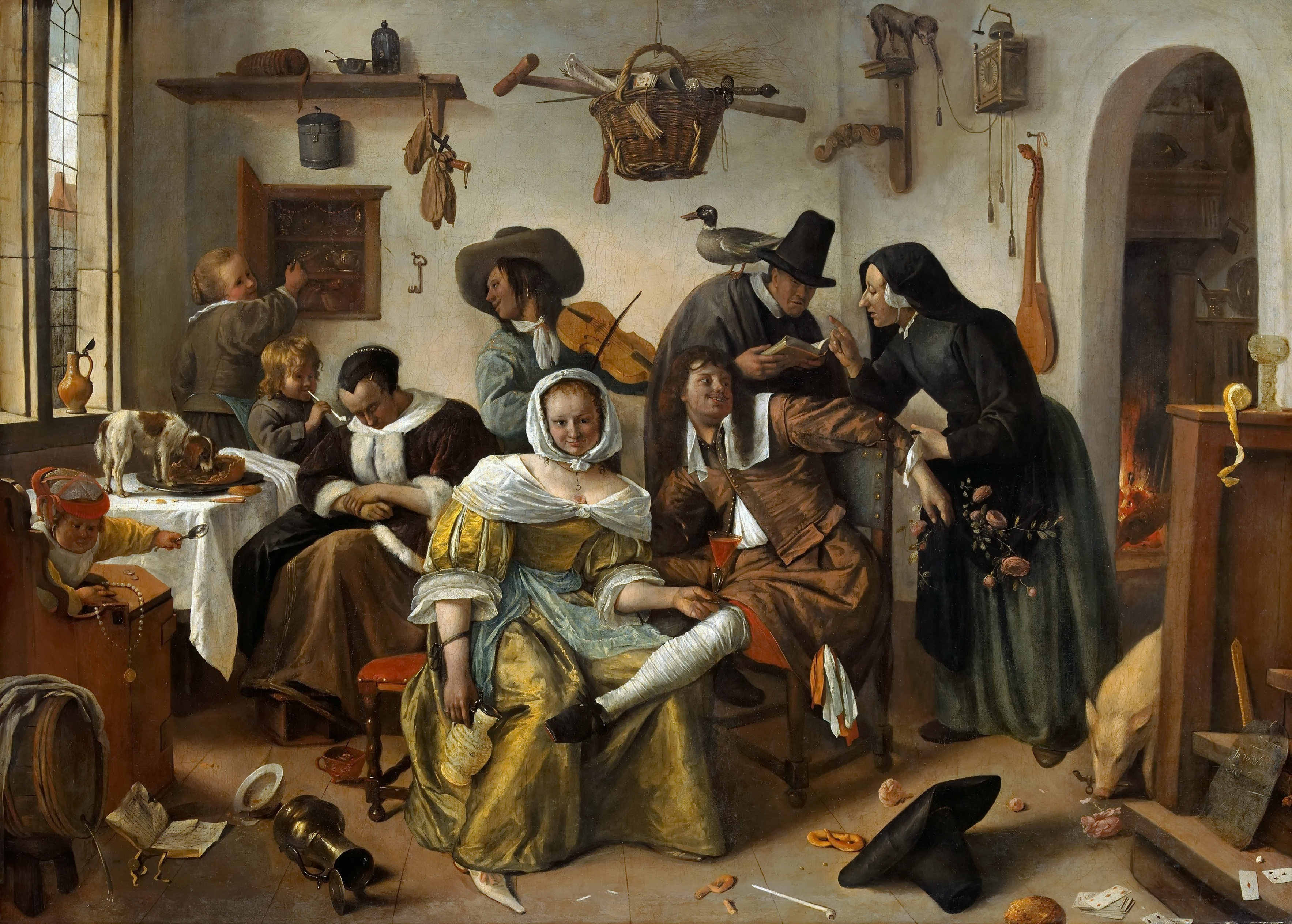
Un tipico quadro di Jan Steen (c. 1663); mentre la massaia dorme, la famiglia gioca.

I dipinti di genere mostrano scene che presentano in primo piano figure a cui non è possibile attribuire un'identità specifica - non sono ritratti né sono intese come figure storiche. Insieme alla pittura paesaggistica, lo sviluppo e l'enorme popolarità della pittura di genere è la caratteristica più distintiva della pittura olandese in questo periodo, sebbene in questo caso fossero molto popolari anche nella pittura fiamminga. Molte sono figure singole, come La lattaia di Vermeer; altri possono mostrare grandi gruppi in alcune occasioni sociali, o folle. C'era un gran numero di sottotipi all'interno del genere: figure singole, famiglie di contadini, scene di taverne, feste di "allegre compagnie", donne al lavoro per la casa, scene di feste paesane o cittadine (benché queste fossero ancora più comuni nella pittura fiamminga), scene di mercato, scene di caserme, scene con cavalli o animali da fattoria, nella neve, al chiaro di luna e molti altri. In effetti, la maggior parte di questi aveva termini specifici in olandese, ma non esisteva un termine generale olandese equivalente a "pittura di genere" - fino alla fine del XVIII secolo gli Inglesi li chiamavano spesso drolleries. Alcuni artisti lavorarono principalmente all'interno di uno di questi sottotipi, specialmente dopo il 1625 circa. Nel corso del secolo, i dipinti di genere tesero a ridursi di dimensioni.
Benché i dipinti di genere forniscano molte informazioni sulla vita quotidiana dei cittadini del XVII secolo di tutte le classi, la loro accuratezza non può sempre essere data per scontata. Molti di quelli che sembravano solo raffigurare scene quotidiane in realtà illustravano proverbi e detti olandesi o trasmettevano un messaggio moralistico - il cui significato potrebbe ora aver bisogno di essere decifrato dagli storici dell'arte, benché alcuni siano abbastanza chiari. Molti artisti, e senza dubbio acquirenti, tentarono certamente di avere le cose in entrambi i modi, godendosi la raffigurazione di famiglie disordinate o scene di bordello, mentre ne fornivano un'interpretazione morale - le opere di Jan Steen, la cui altra professione era come albergatore, ne sono un esempio. L'equilibrio tra questi elementi è ancora oggi dibattuto dagli storici dell'arte.

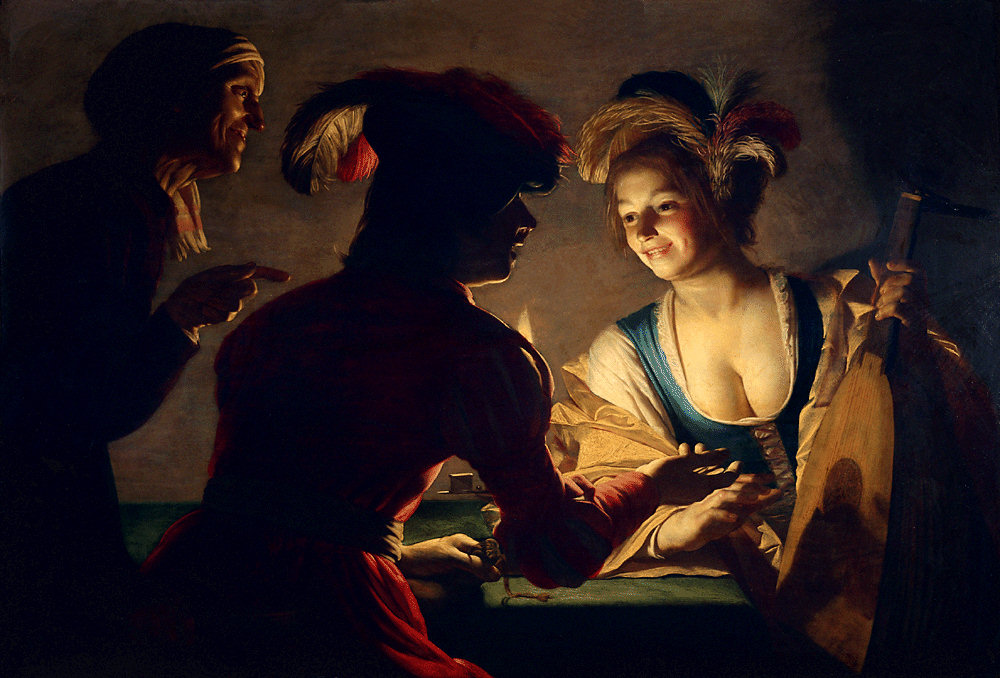
Gerrit van Honthorst (1625), che gioca visivamente sul liuto in questa scena di bordello

I titoli dati in seguito ai dipinti distinguono spesso fra "taverne" o "locande" e "bordelli", ma in pratica questi erano molto spesso gli stessi stabilimenti, in quanto molte taverne avevano sopra o dietro stanze riservate per scopi sessuali: "Locanda davanti; bordello dietro" era un proverbio olandese.
Lo Steen sopra è molto chiaramente un exemplum, e benché ciascuna delle sue componenti individuali sia dipinta realisticamente, la scena complessiva non è una raffigurazione plausibile di un momento reale; pittura tipicamente di genere, è una situazione che è raffigurata e satireggiata.
La tradizione rinascimentale dei libri di emblemi reconditi si era, nelle mani degli Olandesi del XVII secolo - quasi universalmente alfabetizzati in volgare, ma soprattutto senza istruzione nei classici - trasformata nelle opere popolari e altamente moralistiche di Jacob Cats, Roemer Visscher, e altri, spesso basate su proverbi popolari. Le illustrazioni di questi sono spesso citate direttamente nei dipinti e fin dagli inizi del XX secolo gli storici dell'arte hanno legato proverbi, detti e motti a un gran numero di opere di genere. Un'altra popolare fonte di significato sono i giochi di parole visivi che utilizzano il gran numero di termini gergali olandesi nell'area sessuale: la vagina potrebbe essere rappresentata da un liuto (luit) o calza (kous), e il sesso da un uccello (vogelen), tra molte altre opzioni, e da simboli puramente visivi come scarpe, beccucci e brocche e caraffe al loro fianco.

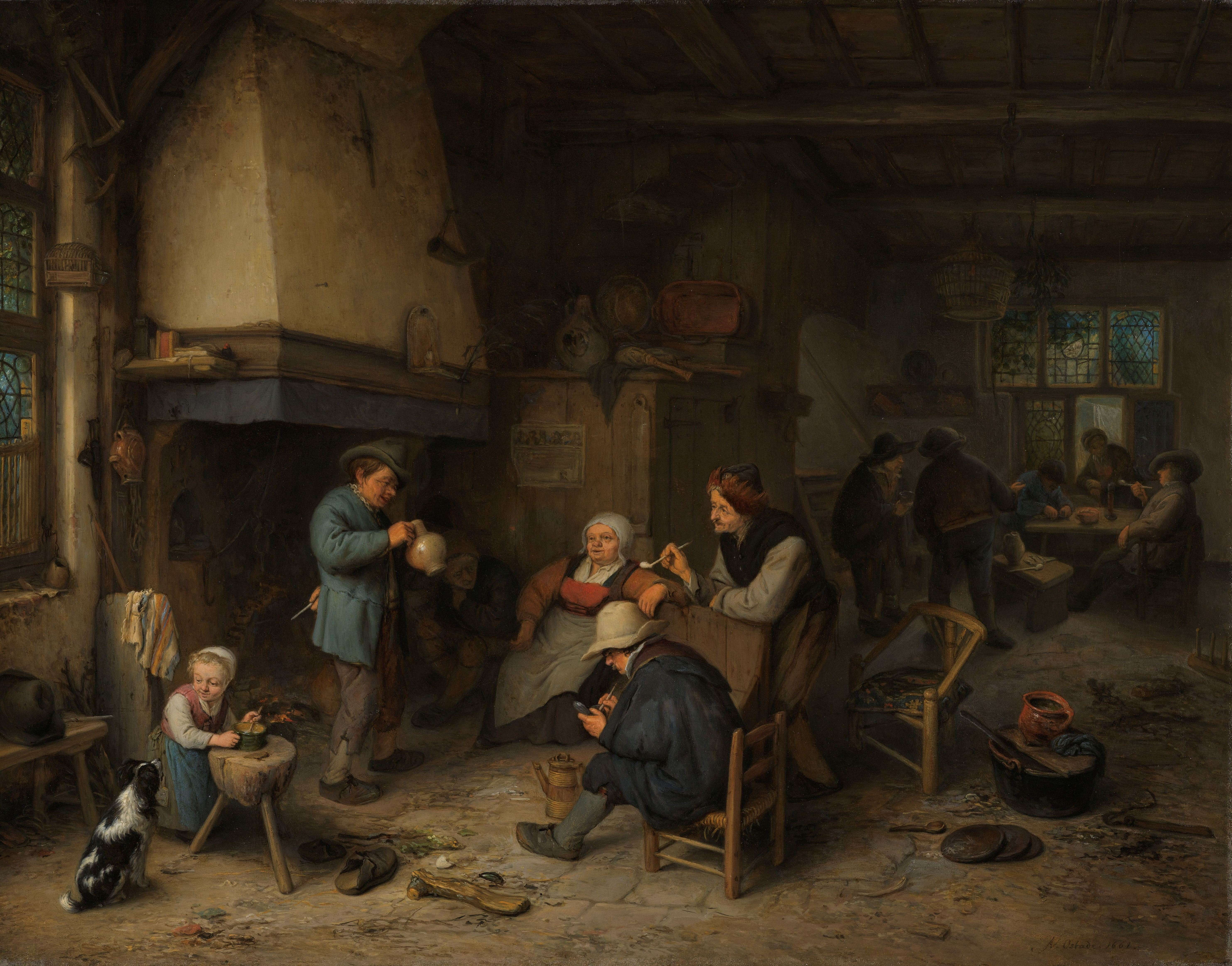
Adriaen van Ostade, Contadini in un interno (1661)

Gli stessi pittori dipingevano spesso in uno spirito molto diverso opere di casalinghe o altre donne a riposo in casa o al lavoro - esse superano in modo massiccio esecuzioni simli degli uomini. In effetti, gli uomini della classe operaia che svolgono il loro lavoro sono notevolmente assenti dall'arte olandese del Secolo d'oro, con paesaggi popolati da viaggiatori e fannulloni, ma raramente coltivatori del suolo. Nonostante la Repubblica olandese sia la nazione più importante nel commercio internazionale in Europa, e l'abbondanza di dipinti marini, scene di lavoratori portuali e altre attività commerciali sono molto rare. Questo gruppo di soggetti era un'invenzione olandese, che rifletteva le preoccupazioni culturali dell'epoca, e doveva essere adottato da artisti di altri paesi, in particolare la Francia, nei due secoli successivi.
La tradizione si sviluppò dall'attività del realismo e degli sfondi dettagliati della prima pittura neerlandese, che Hieronymus Bosch e Pieter Bruegel il Vecchio furono tra i primi a trasformare nei loro soggetti principali, facendo anche uso di proverbi. I pittori di Haarlem Willem Buytewech, Frans Hals ed Esaias van de Velde furono importanti pittori all'inizio del periodo. Buytewech dipingeva "allegre compagnie" di giovani elegantemente vestiti, con un significato moralistico che si annidava nei dettagli.

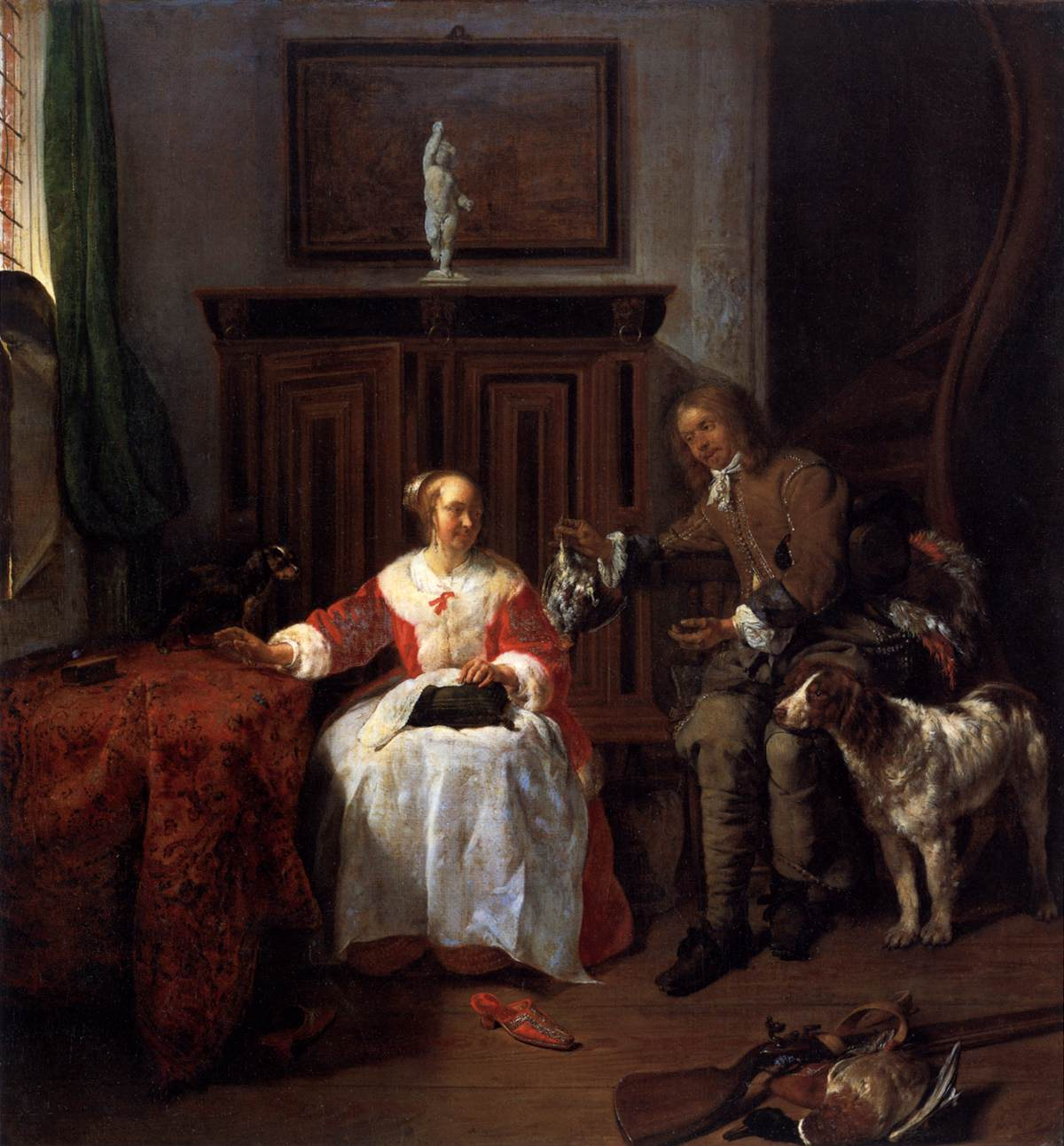
Gabriel Metsu, Il dono del cacciatore, c. 1660, uno studio sulle relazioni coniugali, con un gioco di parole visivo.

Van de Velde fu importante anche come paesaggista, le cui scene includevano figure non affascinanti molto diverse da quelle nei suoi dipinti di genere, che erano tipicamente ambientati in feste in giardino in case di campagna. Hals fu principalmente un ritrattista, ma dipinse anche figure di genere delle dimensioni di un ritratto all'inizio della sua carriera.
Un soggiorno ad Haarlem presso il maestro fiammingo delle scene di taverna contadine, Adriaen Brouwer, del 1625 o del 1626, diede ad Adriaen van Ostade il suo soggetto di tutta la vita, benché spesso adottasse un approccio più sentimentale. Prima di Brouwer, i contadini erano normalmente raffigurati all'aperto; egli di solito li mostra in un interno semplice e buio, anche se van Ostade a volte occupa fattorie ostentatamente decrepite di dimensioni enormi.
Era probabile che Van Ostade dipingesse una singola figura come un gruppo, come facevano i Caravaggisti di Utrecht nelle loro opere di genere, e la singola figura, o piccoli gruppi di due o tre diventarono sempre più comuni, specialmente quelli che includevano donne e bambini. L'artista donna più famosa del periodo, Judith Leyster (1609-1660), si specializzò in questi, prima che suo marito, Jan Miense Molenaer, la persuadesse ad abbandonare la pittura. La scuola di Leida di fijnschilder ("pittori eccellenti") era rinomata per i dipinti piccoli e altamente rifiniti, molti di questo tipo. Tra gli artisti più importanti c'erano Gerard Dou, Gabriel Metsu, Frans van Mieris il Vecchio, e in seguito suo figlio Willem van Mieris, Godfried Schalcken e Adriaen van der Werff.
Questa generazione successiva, il cui lavoro sembra ora troppo raffinato rispetto ai suoi predecessori, dipinse anche ritratti e storie, e furono i pittori olandesi più apprezzati e premiati alla fine del periodo, le cui opere furono ricercate in tutta Europa. I dipinti di genere riflettevano la crescente prosperità della società olandese, e le ambientazioni diventarono sempre più confortevoli, opulente e accuratamente rappresentate via via che il secolo avanzava. Artisti non facenti parte del gruppo di Leida i cui soggetti comuni erano anche gruppi di genere più intimi includevano Nicolaes Maes, Gerard ter Borch e Pieter de Hooch, il cui interesse per la luce nelle scene interne era condiviso con Jan Vermeer, a lungo una figura molto oscura, ma ora il più stimato pittore di genere fra tutti.

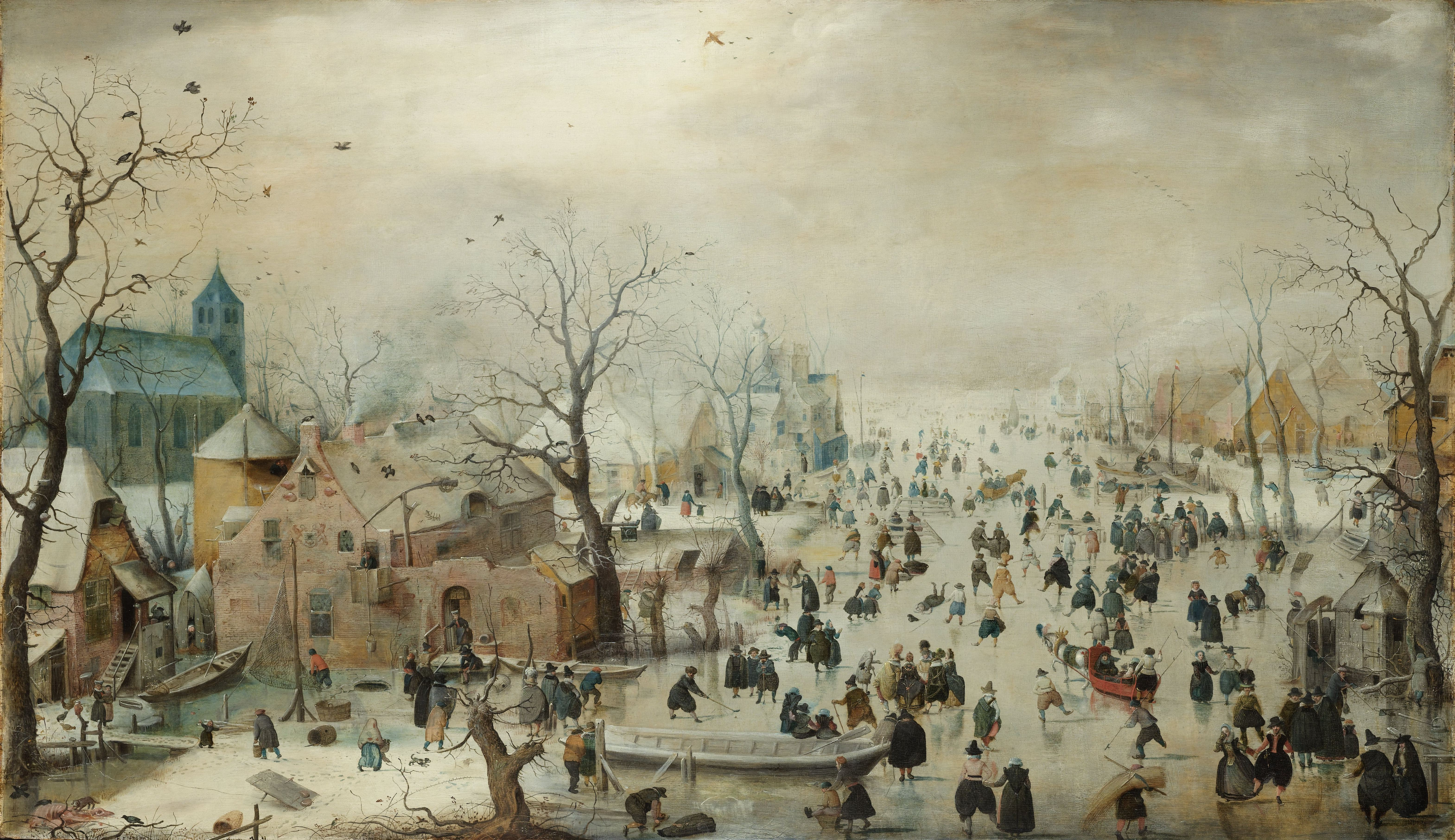
Il muto Hendrick Avercamp dipingeva quasi esclusivamente scene invernali viste da una certa distanza.
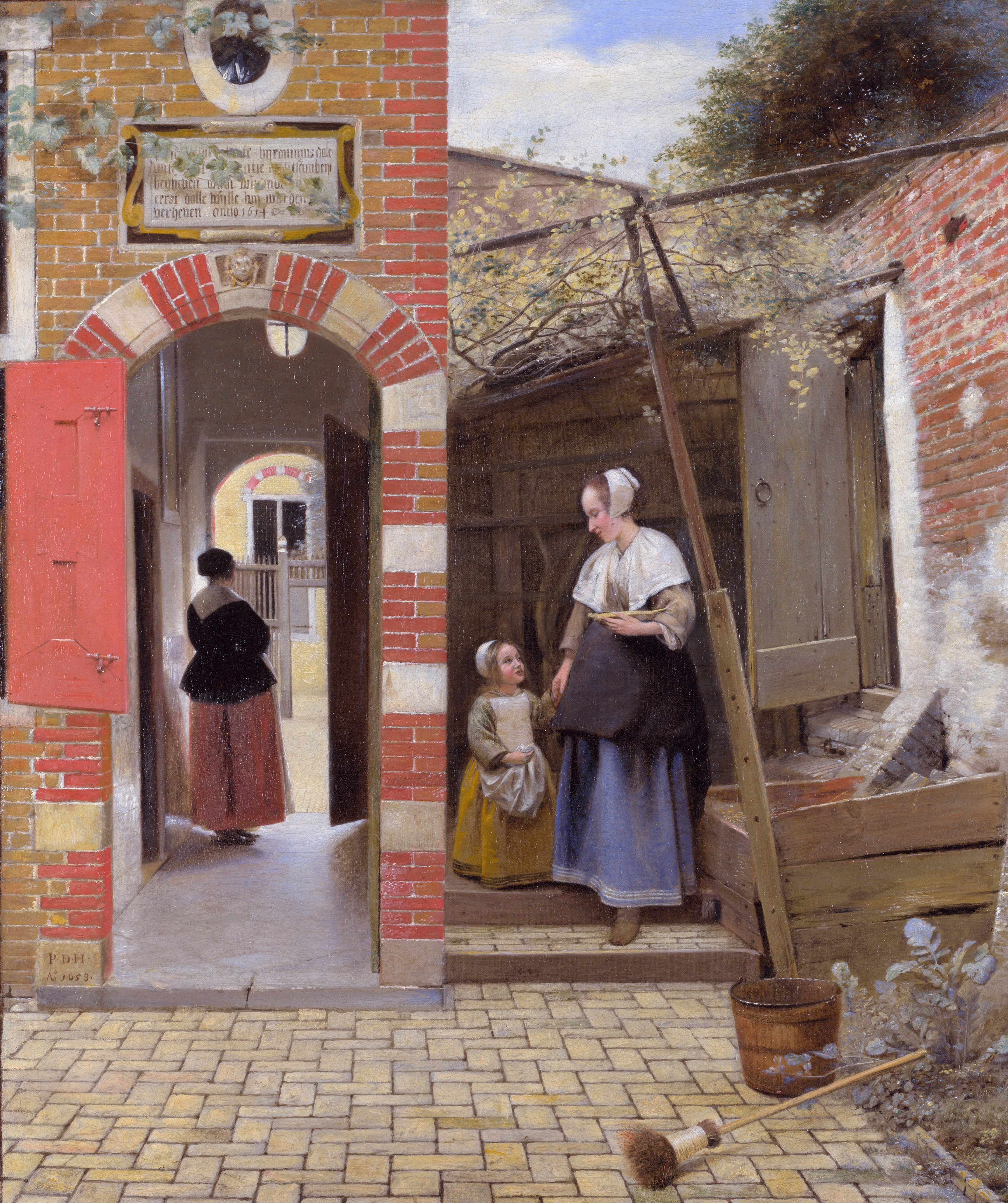
Pieter de Hooch, Cortile di una casa di Delft, 1658, uno studio sulla virtù domestica, la tessitura e la complessità spaziale. La donna è una serva.
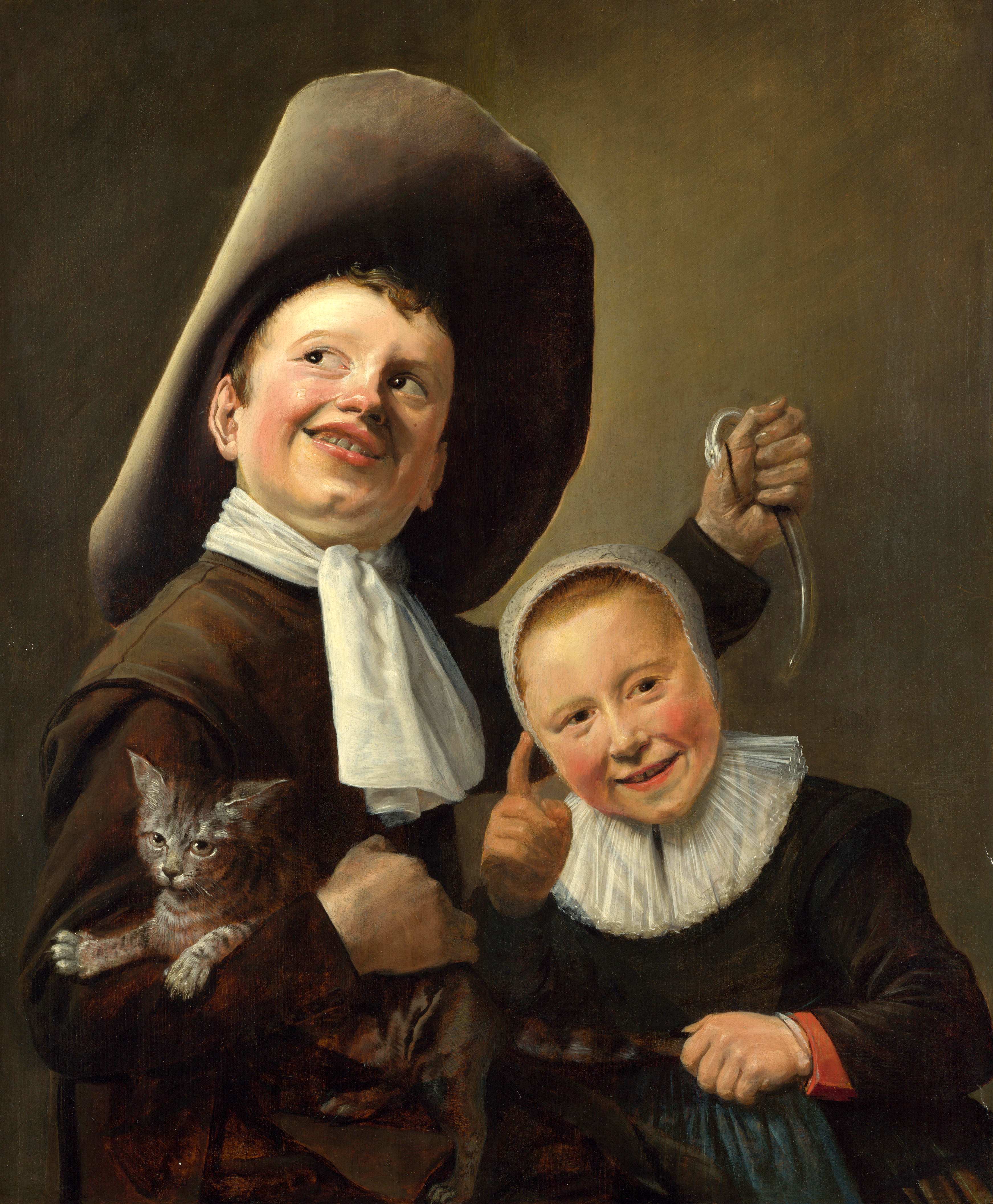
Judith Leyster, Ragazzo e ragazza con un gatto e un'anguilla; sono stati suggeriti vari riferimenti a proverbi o emblemi.
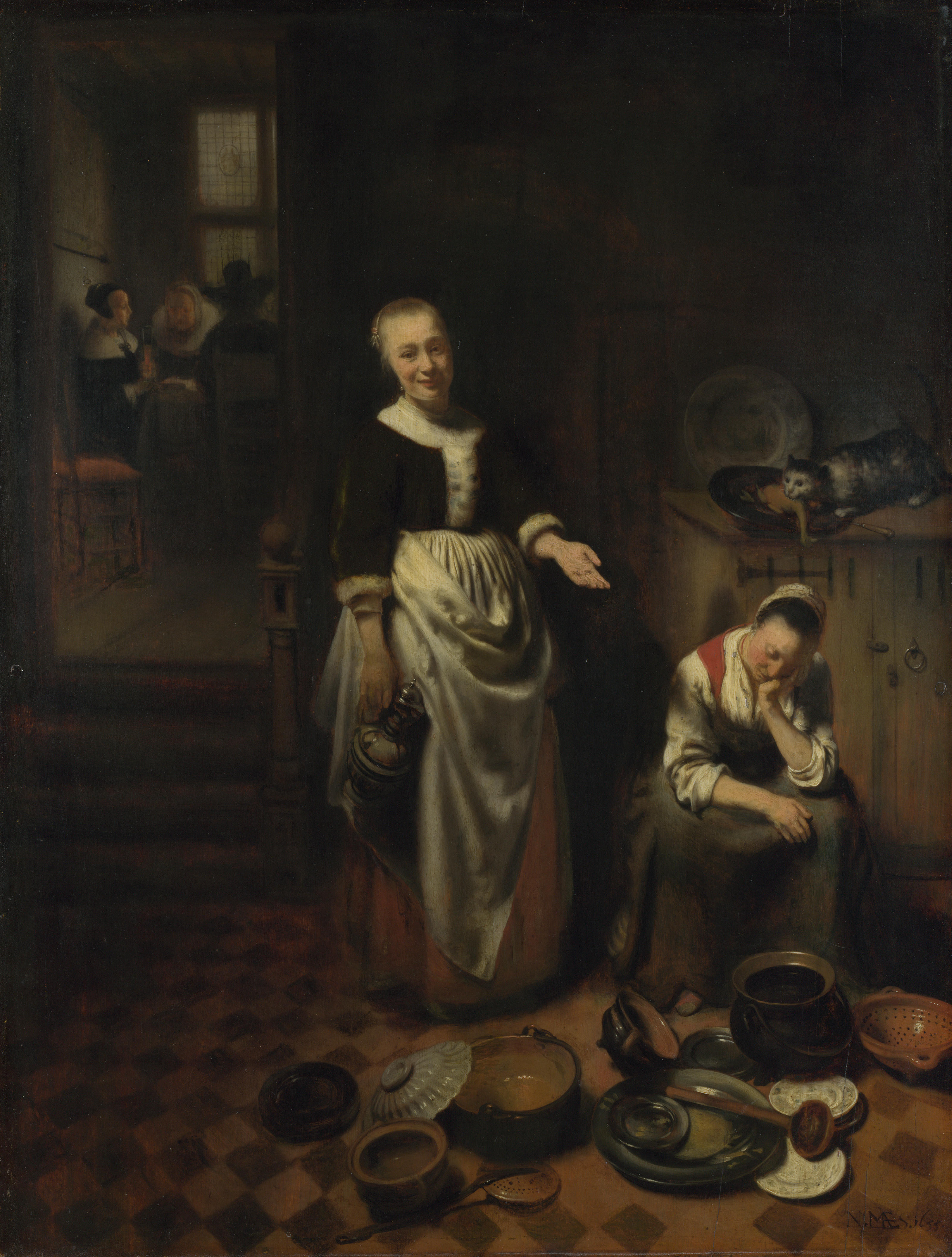
Nicolaes Maes, La serva pigra; i problemi con le domestiche erano il soggetto di molte delle opere di Maes.

## Paesaggi e paesaggi urbani

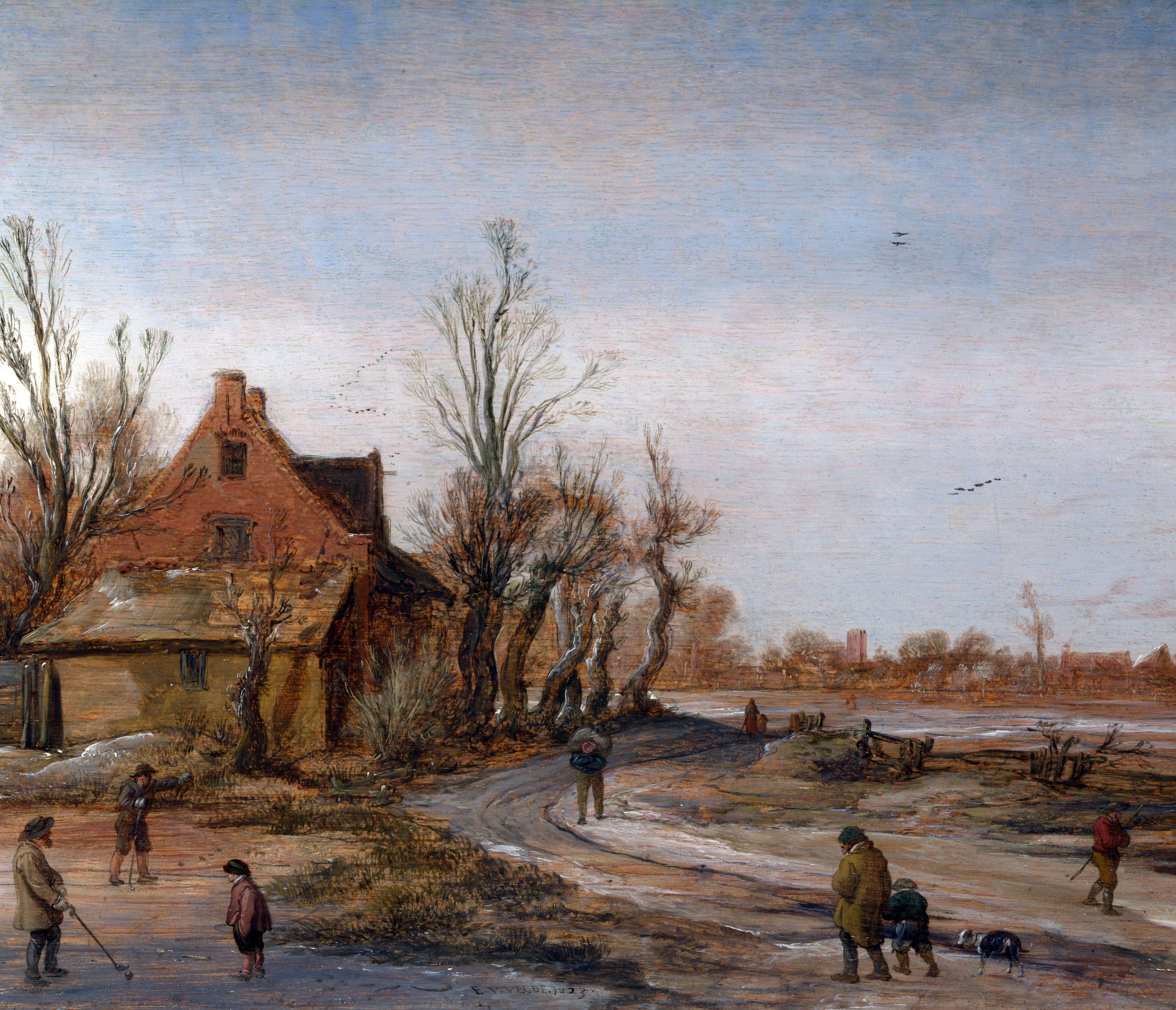
Esaias van de Velde, Paesaggio invernale (1623)

La pittura paesaggistica fu un genere importante nel XVII secolo. I paesaggi fiamminghi (in particolare di Anversa) del XVI secolo servirono per primi da esempio. Questi non erano stati particolarmente realistici, essendo stati dipinti principalmente in studio, in parte con l'immaginazione, e spesso usando ancora la vista semi-aerea dall'alto tipica dei precedenti paesaggi olandesi nella tradizione del "paesaggio del mondo" di Joachim Patinir, Herri met de Bles e il primo Pieter Bruegel il Vecchio. Si sviluppò uno stile paesaggistico olandese più realistico, visto da terra, spesso basato su disegni realizzati all'aperto, con orizzonti più bassi che rendevano possibile enfatizzare le formazioni di nuvole spesso impressionanti che erano (e sono) così tipiche nel clima della regione, e che gettavano una luce particolare. I soggetti preferiti erano le dune lungo la costa occidentale del mare, i fiumi con i loro ampi prati adiacenti dove pascolava il bestiame, spesso con la sagoma di una città in lontananza. Anche i paesaggi invernali con canali e torrenti ghiacciati abbondavano. Anche il mare era un tema preferito dal momento che i Paesi Bassi dipendevano da esso per il commercio, combattevano con esso per nuove terre e combattevano su di esso con le nazioni concorrenti.
Importanti prime figure nel passaggio al realismo furono Esaias van de Velde (1587-1630) e Hendrick Avercamp (1585-1634), entrambi citati sopra come pittori di genere - nel caso di Avercamp gli stessi dipinti meritano menzione in ciascuna categoria. Dalla fine degli anni 1620 iniziò la "fase tonale" della pittura paesaggistica, mentre gli artisti ammorbidivano od offuscavano i loro contorni e si concentravano su un effetto atmosferico, con grande risalto dato al cielo, e figure umane solitamente assenti o piccole e distanti. Le composizioni basate su una diagonale attraverso lo spazio del quadro divennero popolari e l'acqua era spesso presente. I principali artisti furono Jan van Goyen (1596-1656), Salomon van Ruysdael (1602-1670), Pieter de Molyn (1595-1661), e nella pittura marina Simon de Vlieger (1601-1653), con una serie di figure minori - un recente studio elenca oltre 75 artisti che lavorarono alla maniera di van Goyen per almeno un periodo, incluso Cuyp.

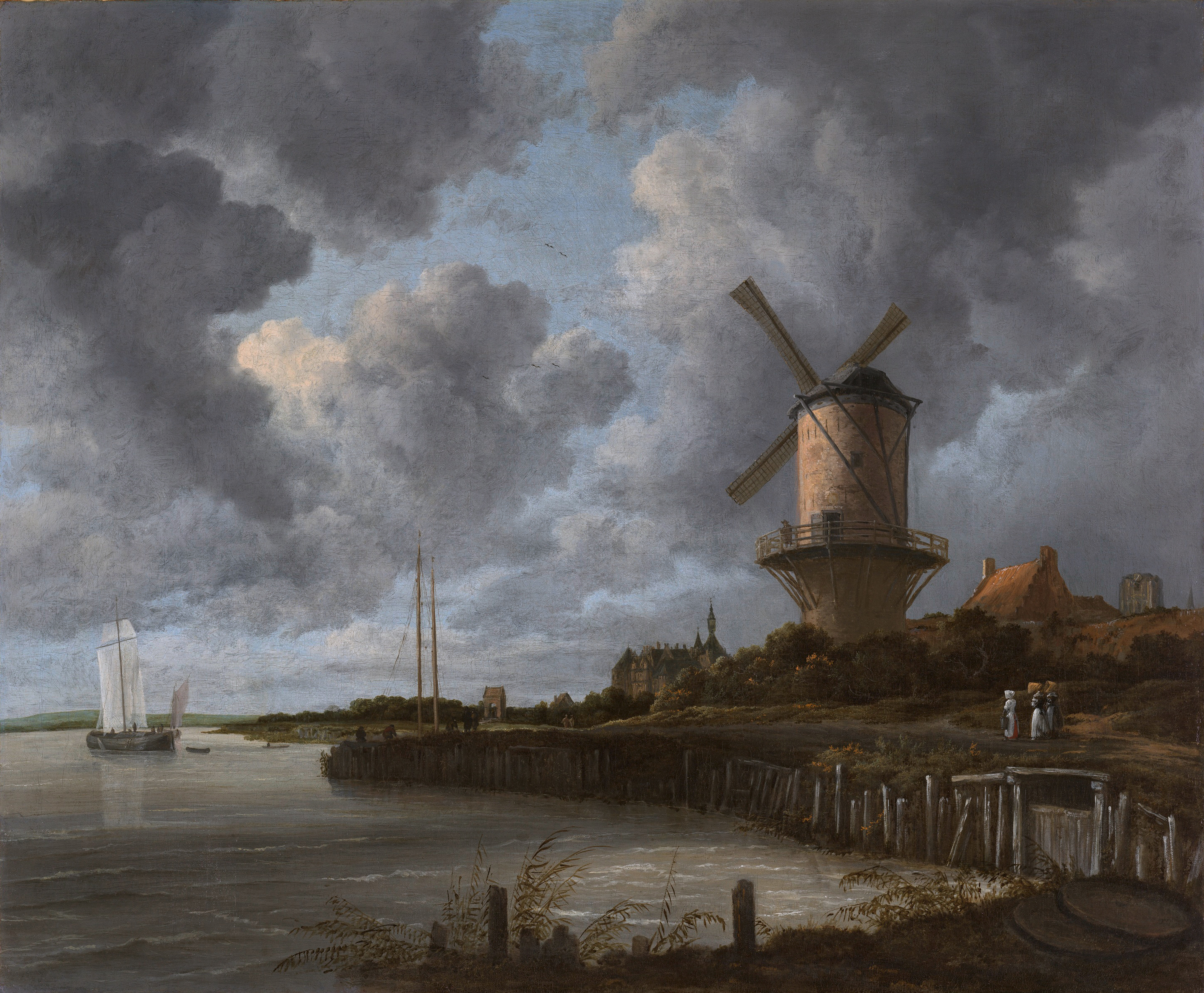
Jacob van Ruisdael, Il mulino a vento di Wijk (1670)

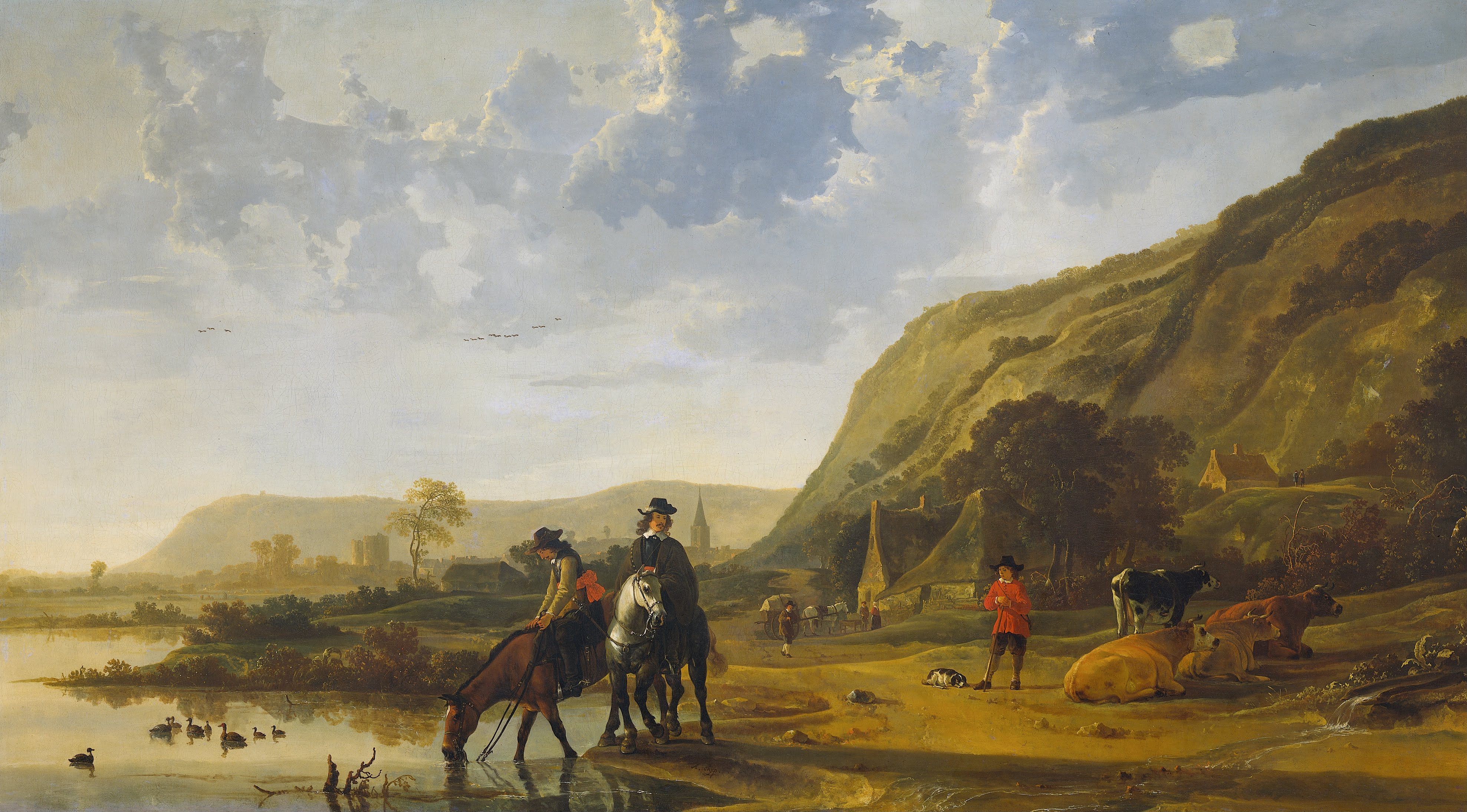
Aelbert Cuyp, Paesaggio fluviale con cavalieri (c. 1655); Cuyp si specializzò nella luce dorata della sera in ambientazioni olandesi.

Dagli anni 1650 inizia la "fase classica", mantenendo la qualità atmosferica, ma con composizioni più espressive e contrasti più forti di luce e colore. Le composizioni sono spesso ancorate da un singolo "albero eroico", un mulino a vento o una torre, o una nave nelle opere marine. L'artista principale era Jacob van Ruisdael (1628-1682), che produsse una grande quantità e varietà di opere, usando ogni tipico soggetto olandese tranne il paesaggio all'italiana (sotto); invece produsse paesaggi "nordici" di oscure e drammatiche foreste di pini montani con torrenti impetuosi e cascate.
Il suo allievo fu Meindert Hobbema (1638-1709), meglio noto per il suo atipico Viale di Middelharnis (1689, Londra), un allontanamento dalle sue solite scene di mulini ad acqua e strade nei boschi. Altri due artisti con stili più personali, la cui opera migliore includeva quadri più grandi (fino a un metro o più), furono Aelbert Cuyp (1620-1691) e Philips Koninck (1619-1688). Cuyp prese la luce dorata italiana e la usò nelle scene serali con un gruppo di figure in primo piano e dietro a loro un fiume e un ampio panorama. Le migliori opere di Koninck sono viste panoramiche, come da una collina, su ampi terreni agricoli pianeggianti, con un enorme cielo.
Un diverso tipo di paesaggio, prodotto per tutta la durata della fase tonale e classica, fu il romantico paesaggio all'italiana, di solito in ambientazioni più montagnose di quelle che si trovano nei Paesi Bassi, con la luce dorata, e, talvolta, pittoresche figure accessorie e rovine mediterranee. Non tutti gli artisti che si specializzarono in queste ultime visitarono l'Italia. Jan Both (m. 1652), che era stato a Roma e aveva lavorato con Claude Lorrain, fu uno dei principali sviluppatori del sottogenere, che influenzò l'opera di molti pittori di paesaggi con ambientazioni olandesi, come Aelbert Cuyp. Altri artisti che lavorarono costantemente nello stile furono Nicolaes Berchem (1620-1683) e Adam Pijnacker. I paesaggi all'italiana erano popolari come stampe, e durante il periodo stesso furono riprodotti nelle incisioni più dipinti di Berchem di quelli di qualsiasi altro artista.
Parecchi altri artisti non si adattano a nessuno di questi gruppi, soprattutto Rembrandt, i cui relativamente pochi paesaggi dipinti mostrano varie influenze, tra cui alcune di Hercules Seghers (1589 circa - 1638); i suoi rarissimi paesaggi di valli montane furono uno sviluppo molto personale degli stili del XVI secolo. Aert van der Neer (m. 1677) dipinse scene molto piccole di fiumi di notte o sotto il ghiaccio e la neve.
I paesaggi con animali in primo piano erano un sottotipo distinto, e furono dipinti da Cuyp, Paulus Potter (1625-1654), Albert Jansz. Klomp (1625-1688), Adriaen van de Velde (1636-1672) e Karel Dujardin (1626-1678, animali di fattoria), con Philips Wouwerman che dipingeva cavalli e cavalieri in varie ambientazioni. La mucca era un simbolo di prosperità per gli olandesi, fino ad ora trascurata nell'arte, e a parte il cavallo di gran lunga l'animale più comunemente mostrato; le capre erano usate per indicare l'Italia. Il giovane toro  di Potter è un ritratto enorme e famoso che Napoleone portò a Parigi (in seguito ritornò) sebbene gli analisti del bestiame abbiano notato dalla raffigurazione delle varie parti dell'anatomia che sembra essere un insieme di studi su sei diversi animali di età ampiamente diverse.

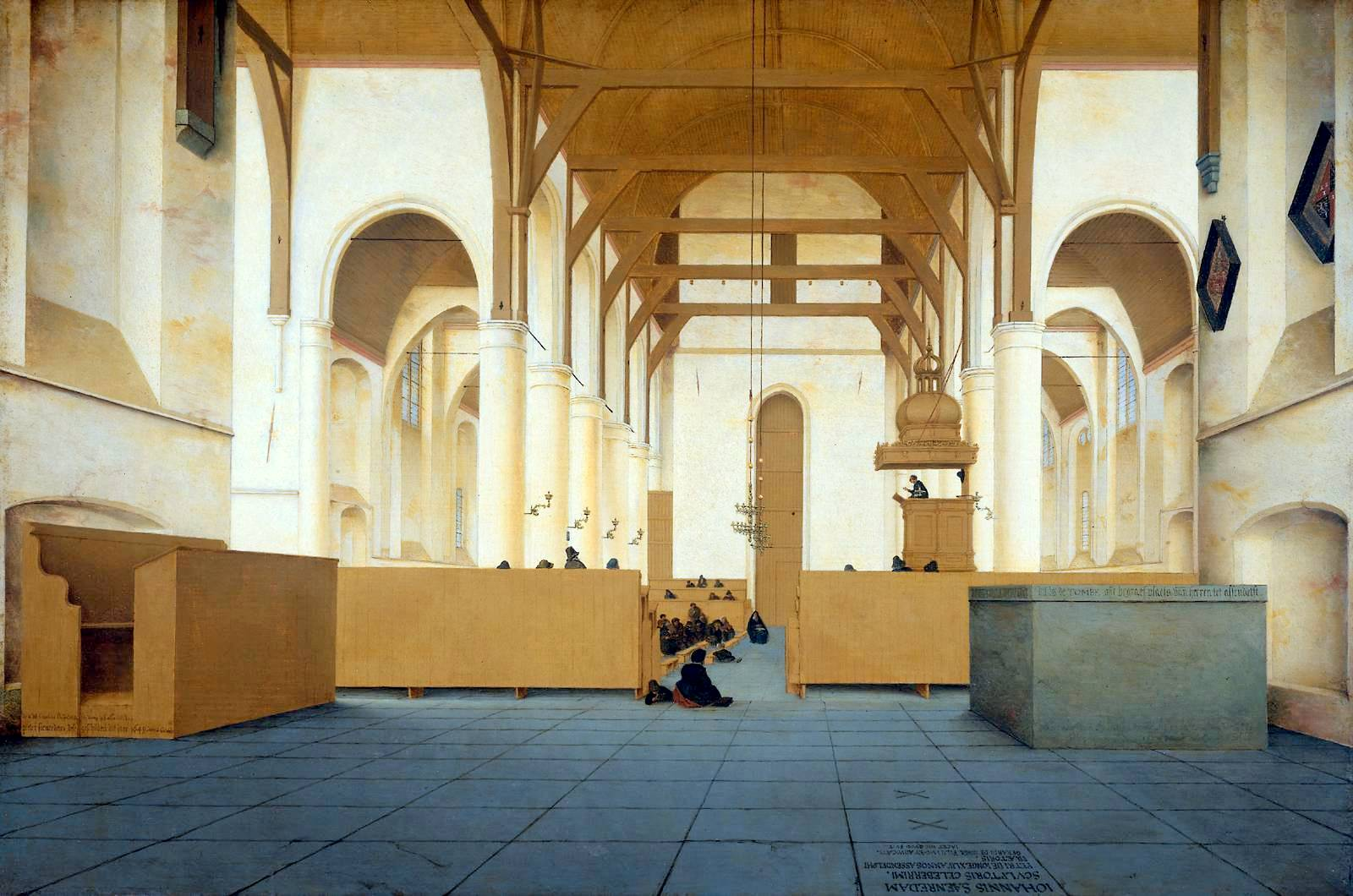
Pieter Jansz Saenredam, Chiesa di Assendelft, 1649, con la lapide di suo padre in primo piano.

Anche l'architettura affascinò gli olandesi, in particolare le chiese. All'inizio del periodo la tradizione principale era rappresentata da fantasiosi palazzi e vedute della città dell'architettura inventata del Manierismo nordico, che la pittura fiamminga continuava a sviluppare, e in Olanda era rappresentata da Dirck van Delen. Cominciò a comparire un maggior realismo e furono riprodotti gli esterni e gli interni degli edifici reali, anche se non sempre fedelmente. Durante il secolo la comprensione della corretta resa della prospettiva crebbe e fu applicata con entusiasmo. Diversi artisti si specializzarono in interni di chiese.
Pieter Jansz Saenredam, il cui padre Jan Saenredam incise sensuali dee manieriste nude, dipinse vedute spopolate di chiese gotiche cittadine ora imbiancate. La sua enfasi sulla luce e sulla geometria uniformi, con poca rappresentazione delle tessiture superficiali, è messa in evidenza confrontando le sue opere con quelle di Emanuel de Witte, che lasciava dentro la gente, i pavimenti irregolari, i contrasti di luce e il disordine dei mobili delle chiese come rimanevano nelle chiese calviniste, tutto di solito ignorato da Saenredam. Gerard Houckgeest, seguito da van Witte ed Hendrick van Vliet, aveva integrato la visione tradizionale lungo un asse principale della chiesa con viste diagonali che aggiungevano dramma e interesse.
Gerrit Berckheyde si specializzò in vedute leggermente popolate delle principali strade, piazze ed edifici pubblici delle città; Jan van der Heyden preferiva scene più intime delle strade più tranquille di Amsterdam, spesso con alberi e canali. Queste erano vedute reali, ma non esitò a ritoccarle per ottenere effetti compositivi.

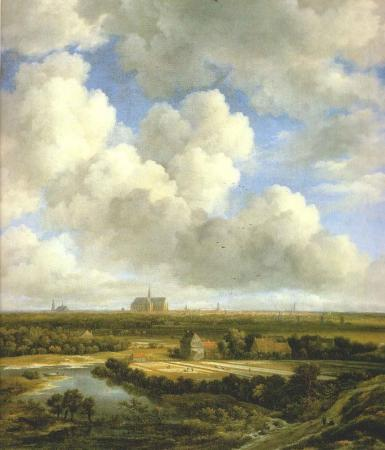
Jacob van Ruisdael, Veduta di Haarlem; Ruisdael è una figura centrale, con soggetti molto più variati di molti paesaggisti.
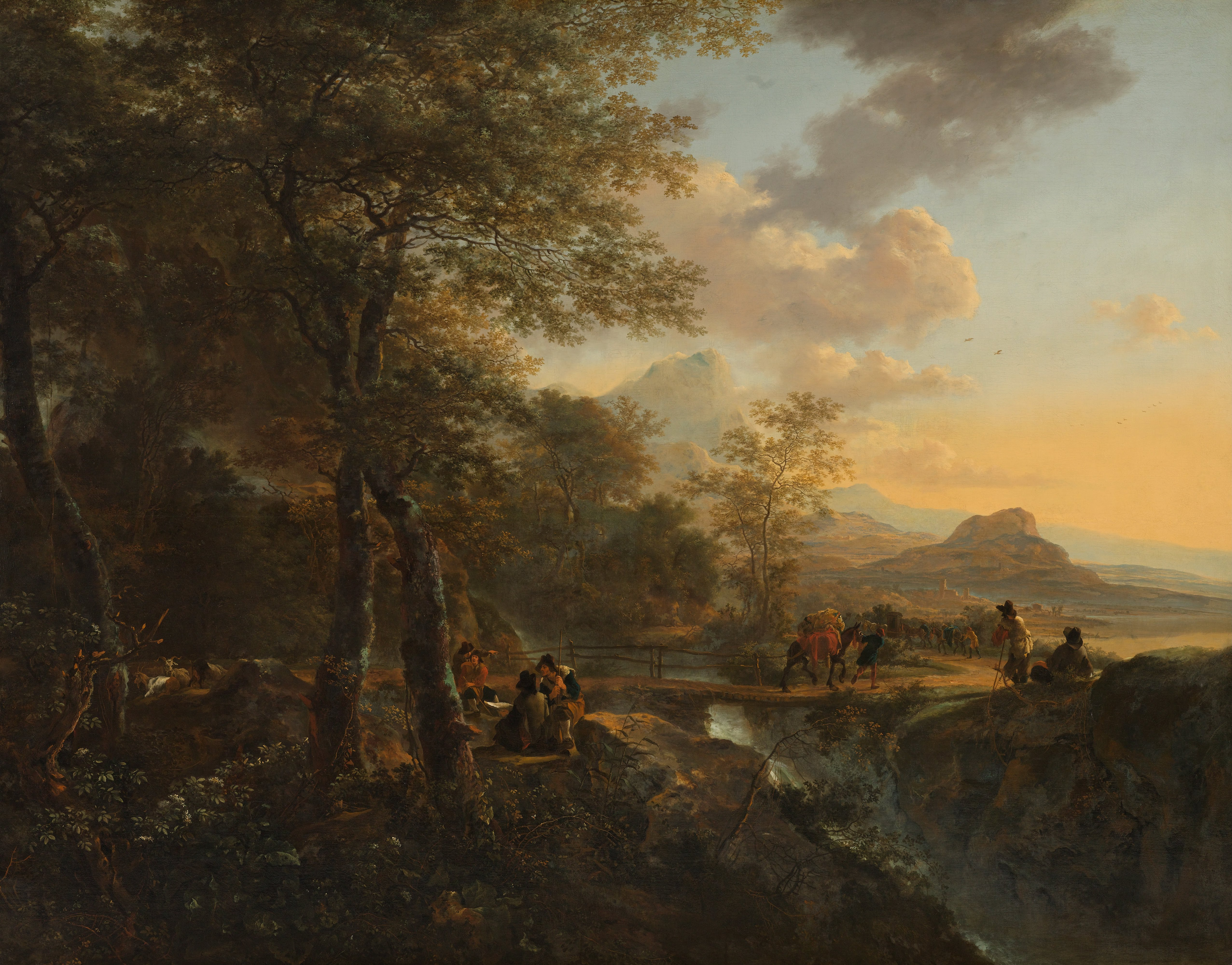
Jan Both, c. 1650, Paesaggio italiano del tipo che Both cominciò a dipingere dopo il suo ritorno da Roma.
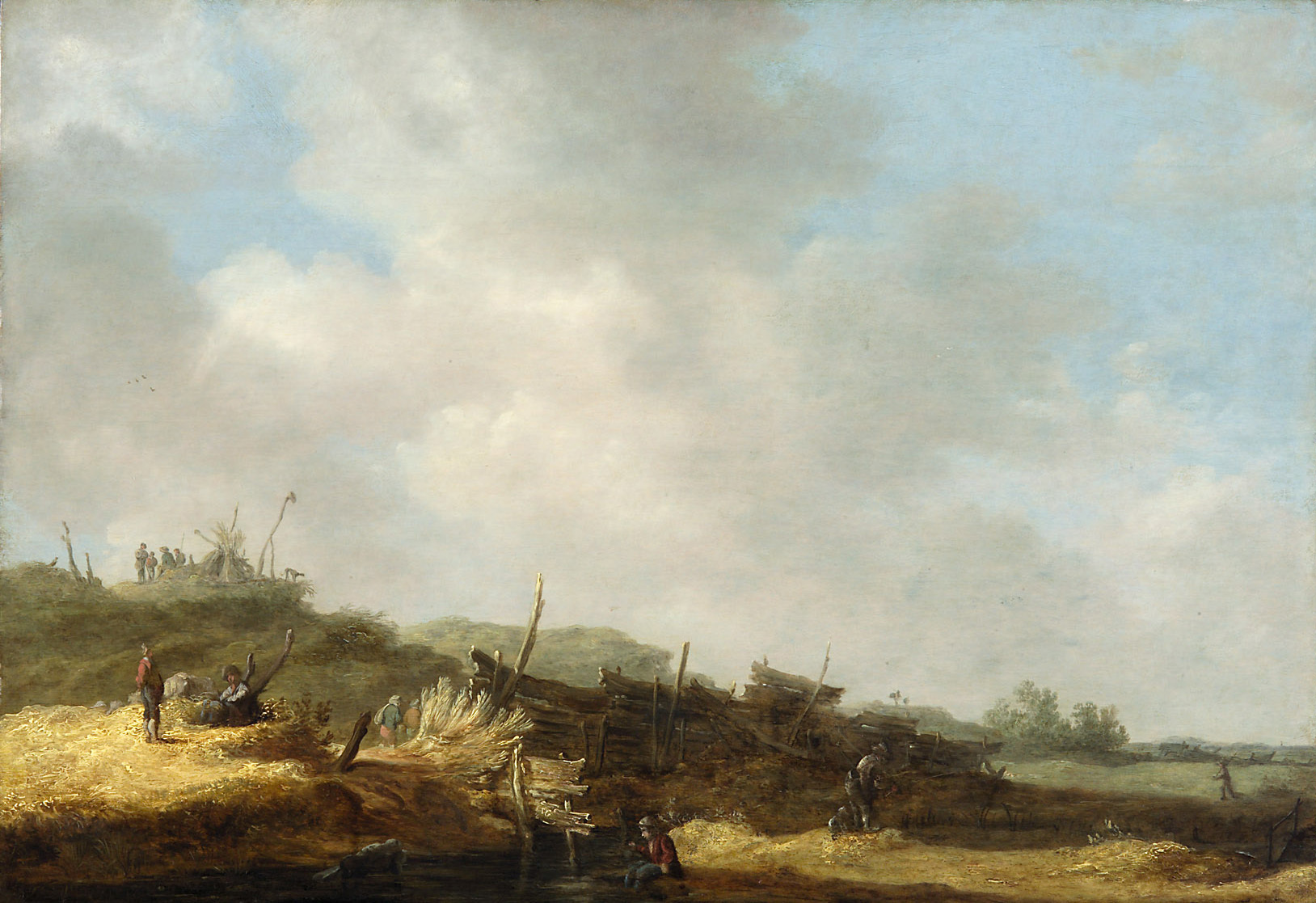
Jan van Goyen, Paesaggio di dune; un esempio dello stile "tonale".
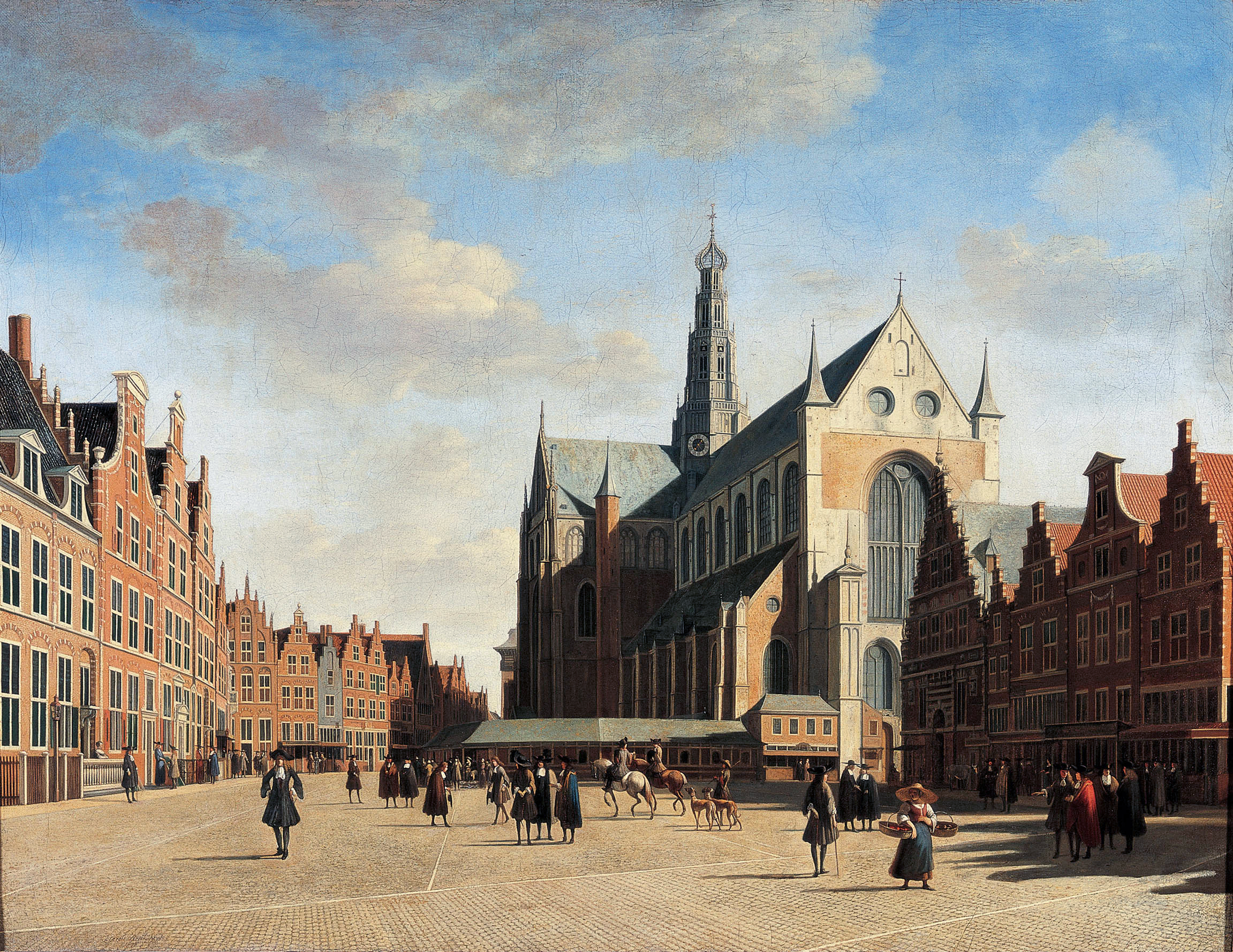
Il grande mercato di Haarlem, 1696, di Gerrit Berckheyde.

## Pittura marittima

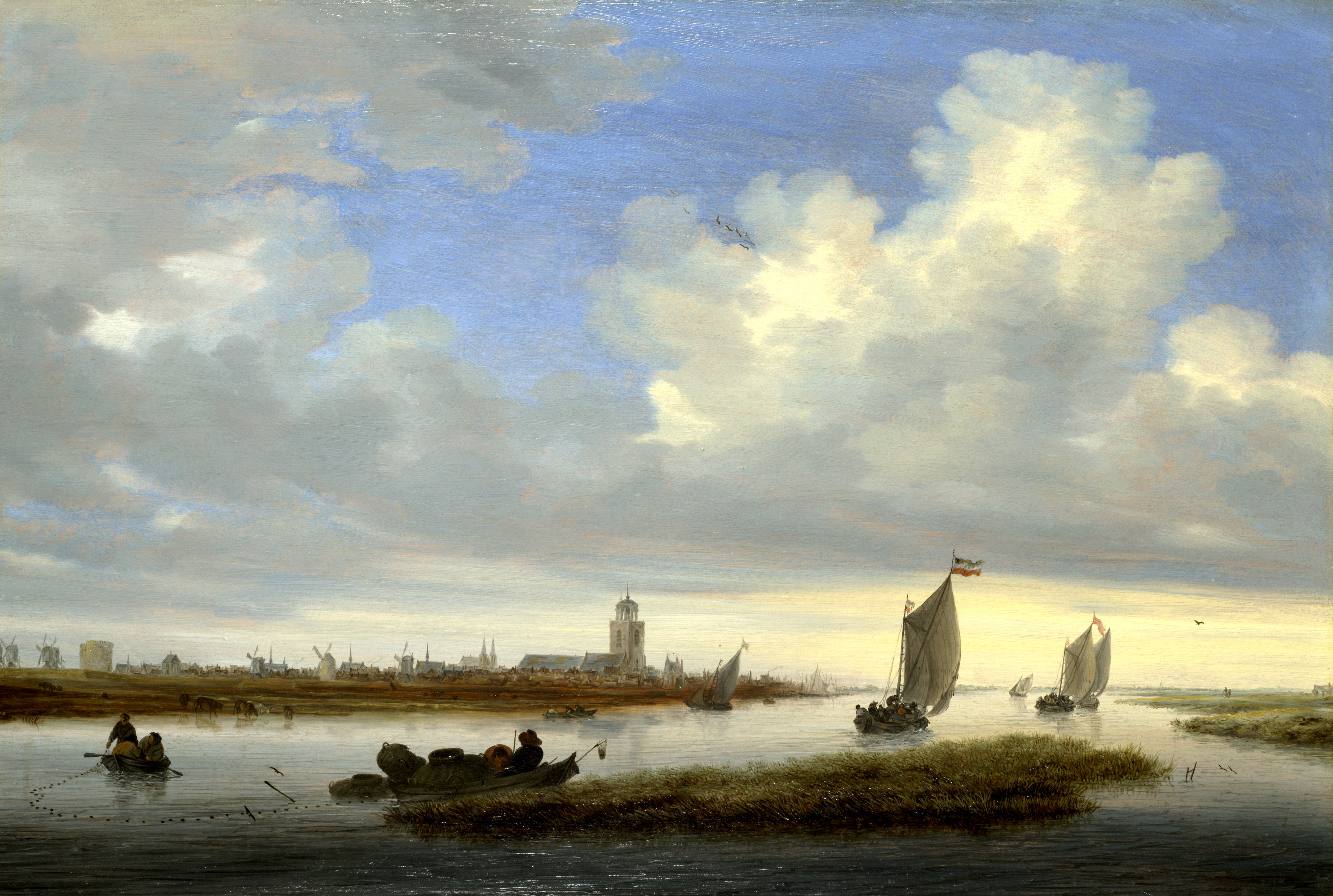
Salomon van Ruysdael, tipica Veduta di Deventer vista da nord-ovest (1657); un esempio della "fase tonale".

La Repubblica olandese faceva affidamento sul commercio via mare per la sua eccezionale ricchezza, ebbe guerre navali con la Gran Bretagna e altre nazioni durante il periodo, ed era attraversata da fiumi e canali. Non sorprende perciò che il genere della pittura marittima sia stato enormemente popolare e portato a nuove vette nel periodo da artisti olandesi; come con i paesaggi, il passaggio dalla vista artificiale elevata tipica della precedente pittura marina fu un passo cruciale. I quadri delle battaglie navali raccontavano le storie di una marina olandese al culmine della sua gloria, benché oggi siano di solito le scene più tranquille che sono altamente stimate. Le navi sono normalmente in mare e le scene dei moli sorprendentemente assenti.
Il più delle volte anche piccole navi battono il tricolore olandese e molte navi possono essere identificate come appartenenti alla marina o come una delle tante altre navi governative. Molti quadri includevano alcune terre, con un punto di vista sulla spiaggia o sul porto, o una vista su un estuario. Altri artisti si specializzavano in scene fluviali, dai piccoli quadri di Salomon van Ruysdael con piccole barche e canneti ai grandi paesaggi all'italiana di Aelbert Cuyp, dove il sole di solito tramonta su un ampio fiume. Il genere naturalmente condivide molto con la pittura paesaggistica, e nello sviluppare la rappresentazione del cielo i due si unirono; molti artisti paesaggisti dipinsero anche scene di spiaggia e di fiume. Tra gli artisti c'erano Jan Porcellis, Simon de Vlieger, Jan van de Cappelle, Hendrick Dubbels e Abraham Storck. Willem van de Velde il Vecchio e suo figlio sono i maestri principali degli ultimi decenni, tendendo, come all'inizio del secolo, a rendere la nave il soggetto, mentre nelle opere tonali dei decenni precedenti l'enfasi era stata sul mare e il tempo. Essi partirono per Londra nel 1672, lasciando il maestro dei mari pesanti, Ludolf Bakhuizen, tedesco di nascita, come artista principale.

## Nature morte

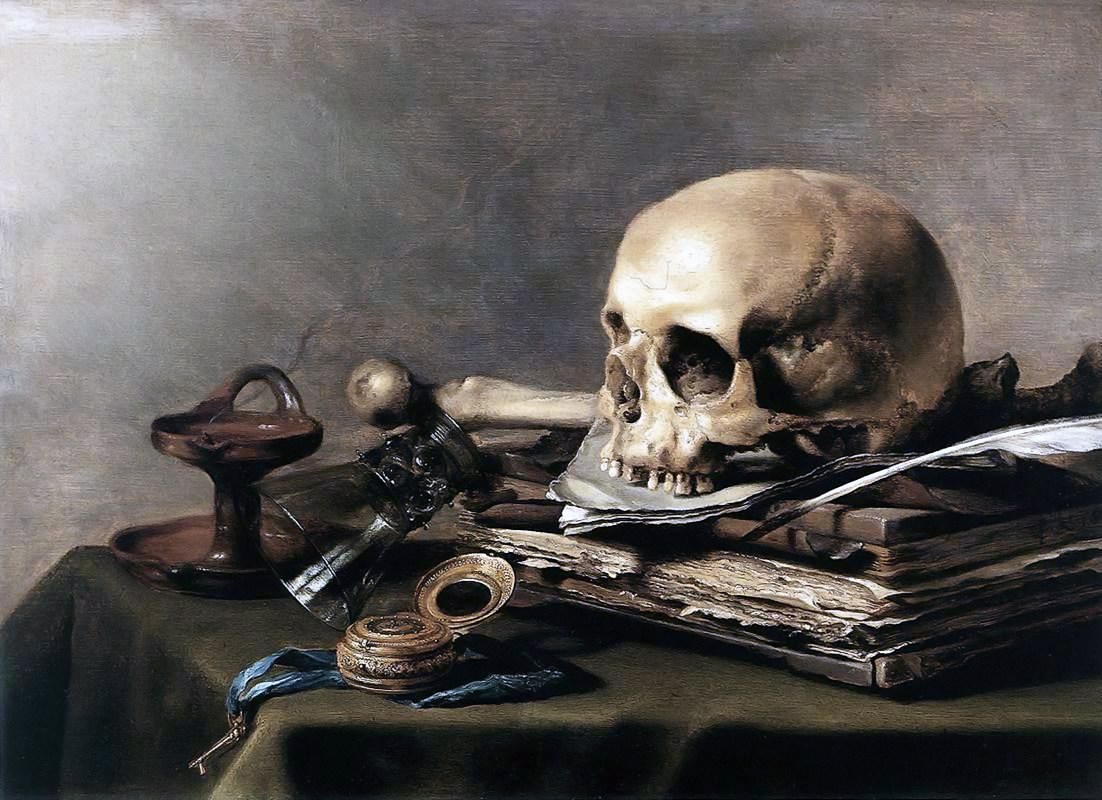
Pieter Claesz, Vanitas (1630)

Le nature morte furono una grande opportunità per mostrare abilità nel dipingere trame e superfici in grande dettaglio e con effetti di luce realistici. Piatti di ogni genere disposti su un tavolo, posate d'argento, motivi intricati e pieghe sottili in tovaglie e fiori, tutti sfidavano i pittori.
Erano riconosciuti diversi tipi di soggetto: i banketje erano "quadri di banchetti", gli ontbijtjes più semplici "quadri di colazioni". Praticamente tutte le nature morte avevano un messaggio moralistico, di solito relativo alla brevità della vita - questo è noto come il tema della vanitas - implicito anche in assenza di un simbolo ovvio come un teschio, o meno ovvio come un mezzo limone sbucciato (come la vita, dolce in apparenza ma amaro al gusto). I fiori appassiscono e il cibo si decompone e l'argento non serve all'anima. Tuttavia, la forza di questo messaggio sembra meno potente nei quadri più elaborati della seconda metà del secolo.

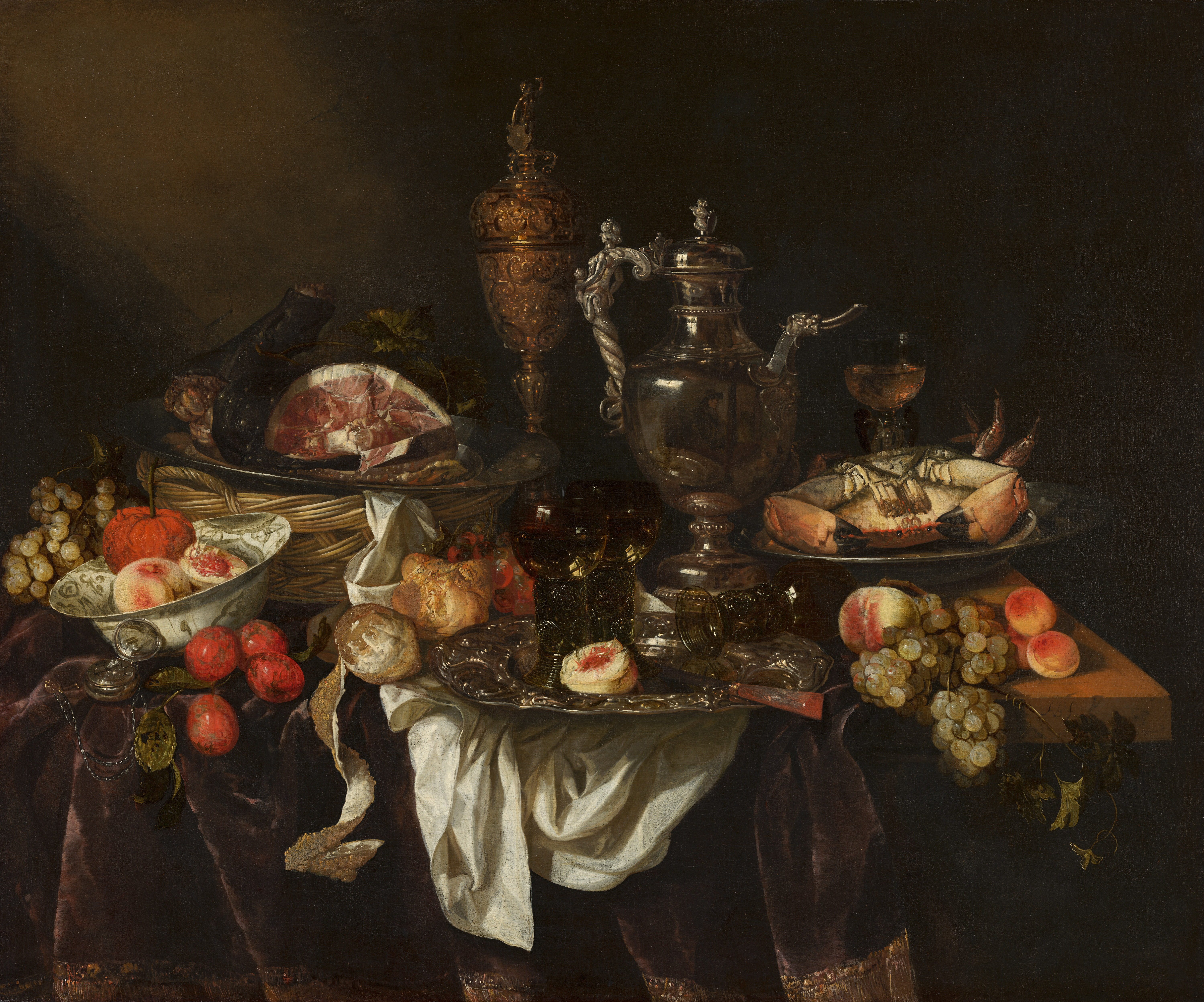
Abraham van Beyeren (c. 1660); natura morta "ostentativa".

Inizialmente gli oggetti mostrati erano quasi sempre banali. Tuttavia, dalla metà del secolo le pronkstillevens ("nature morte ostentative"), che rappresentavano oggetti costosi ed esotici ed erano state sviluppate come sottogenere nel 1640 ad Anversa da artisti fiamminghi come Frans Snyders e Adriaen van Utrecht, divennero più popolari. Le prime fasi realista, tonale e classica della pittura paesaggistica avevano controparti nella pittura di nature morte. Willem Claeszoon Heda (1595-c. 1680) e Willem Kalf (1619-1693) guidarono il cambiamento in pronkstilleven, mentre Pieter Claesz (m. 1660) preferiva dipingere più semplici ontbijt ("quadri di colazioni"), o pezzi espliciti di vanitas.
In tutti questi pittori, i colori sono spesso molto tenui, con il marrone dominante, soprattutto nella metà del secolo. Ciò è meno vero per le opere di Jan Davidsz de Heem (1606-1684), una figura importante che trascorse gran parte della sua carriera risiedendo al di là del confine ad Anversa. Qui le sue esibizioni cominciarono ad espandersi lateralmente per formare ampie immagini oblunghe, insolite al nord, anche se a volte Heda dipingeva composizioni verticali più alte. I pittori di nature morte erano particolarmente inclini a formare delle dinastie, a quanto pare: c'erano molti de Heems e Bosschaerts, il figlio di Heda continuò nello stile di suo padre, e Claesz era il padre di Nicholaes Berchem.

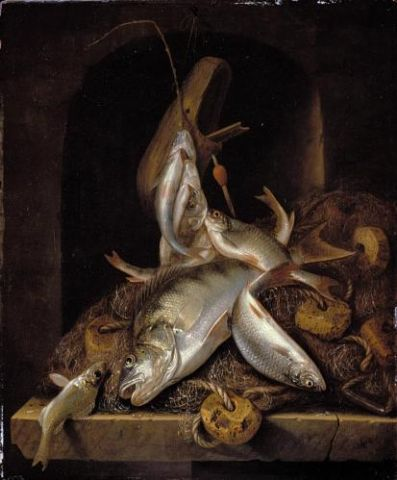
Jacob Gillig, Pesce d'acqua dolce (1684)

I dipinti di fiori formavano un sottogruppo con i propri specialisti e occasionalmente erano la specialità delle poche artiste femminili, come Maria van Oosterwyck e Rachel Ruysch. Gli Olandesi furono anche i primi al mondo per i disegni botanici e altri disegni, stampe e libri scientifici. Nonostante l'intenso realismo dei singoli fiori, i dipinti erano composti da studi individuali o addirittura illustrazioni di libri, e fioriture di stagioni molto diverse venivano abitualmente incluse nella stessa composizione, e gli stessi fiori riappaiono in diversi lavori, proprio come fanno le stoviglie. C'era anche una irrealtà fondamentale in quanto i mazzi di fiori in vasi in realtà non erano affatto comuni nelle case - anche i molto ricchi mostravano i fiori uno ad uno in portatulipani di ceramica di Delft.
La tradizione olandese fu in gran parte incominciata da Ambrosius Bosschaert (1573-1621), un pittore di fiori di origine fiamminga che si stabilì nel nord all'inizio del periodo e fondò una dinastia. Suo cognato Balthasar van der Ast (m. 1657) fu il pioniere delle nature morte di conchiglie, oltre a dipingere fiori. Queste prime opere erano relativamente illuminate, con i mazzi di fiori disposti in modo relativamente semplice. Dalla metà del secolo disposizioni che possono essere facilmente definite barocche, di solito su uno sfondo scuro, divennero più popolari, come esemplificato dalle opere di Willem van Aelst (1627-1683). I pittori di Leida, L'Aia e Amsterdam in particolare eccellevano nel genere.
La selvaggina morta e gli uccelli dipinti dal vivo, ma studiati da morti, erano un altro sottogenere, come lo erano i pesci morti, un alimento base della dieta olandese - Abraham van Beyeren ne fece molti, come pure Johannes Kuveenis il Vecchio, accompagnandoli ad altri cibi. Gli Olandesi erano meno inclini allo stile fiammingo di combinare elementi di natura morta con altri tipi di pittura - sarebbero stati considerati orgogliosi nei ritratti - e all'abitudine fiamminga di pittori specializzati che collaboravano ai diversi elementi della stessa opera. Ma a volte questo accadeva - Philips Wouwerman veniva occasionalmente usato per aggiungere uomini e cavalli per trasformare un paesaggio in una scena di caccia o scaramuccia, Berchem o Adriaen van de Velde per aggiungere persone o animali da fattoria.

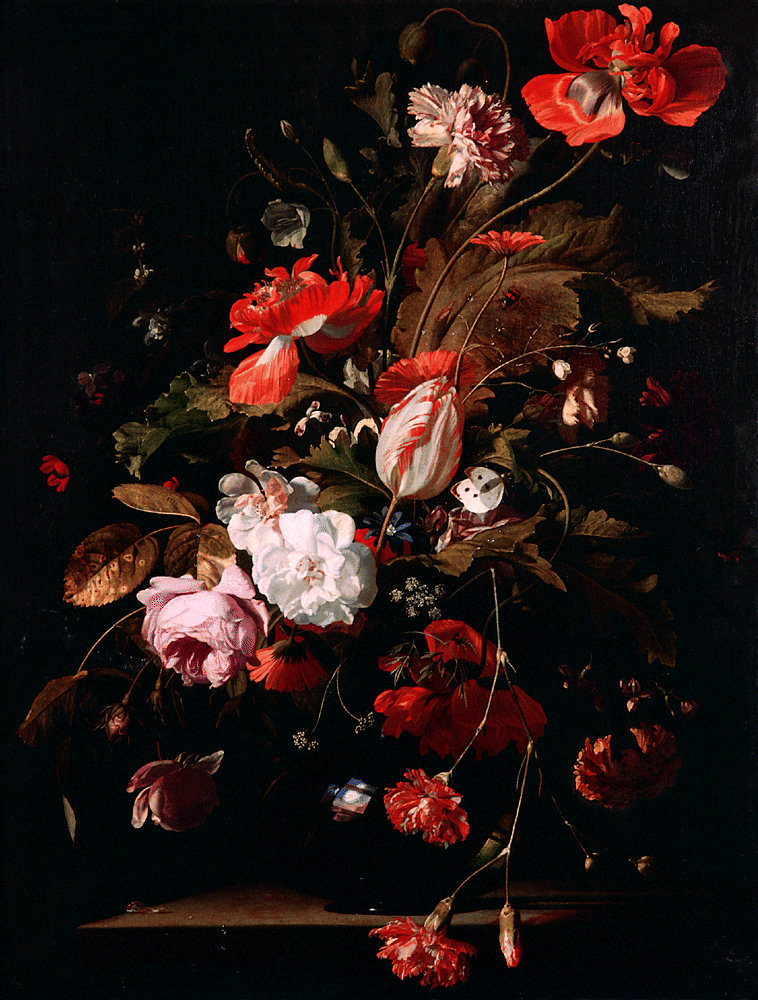
Willem van Aelst, Natura morta con orologio (c. 1665), con il tipico sfondo scuro.
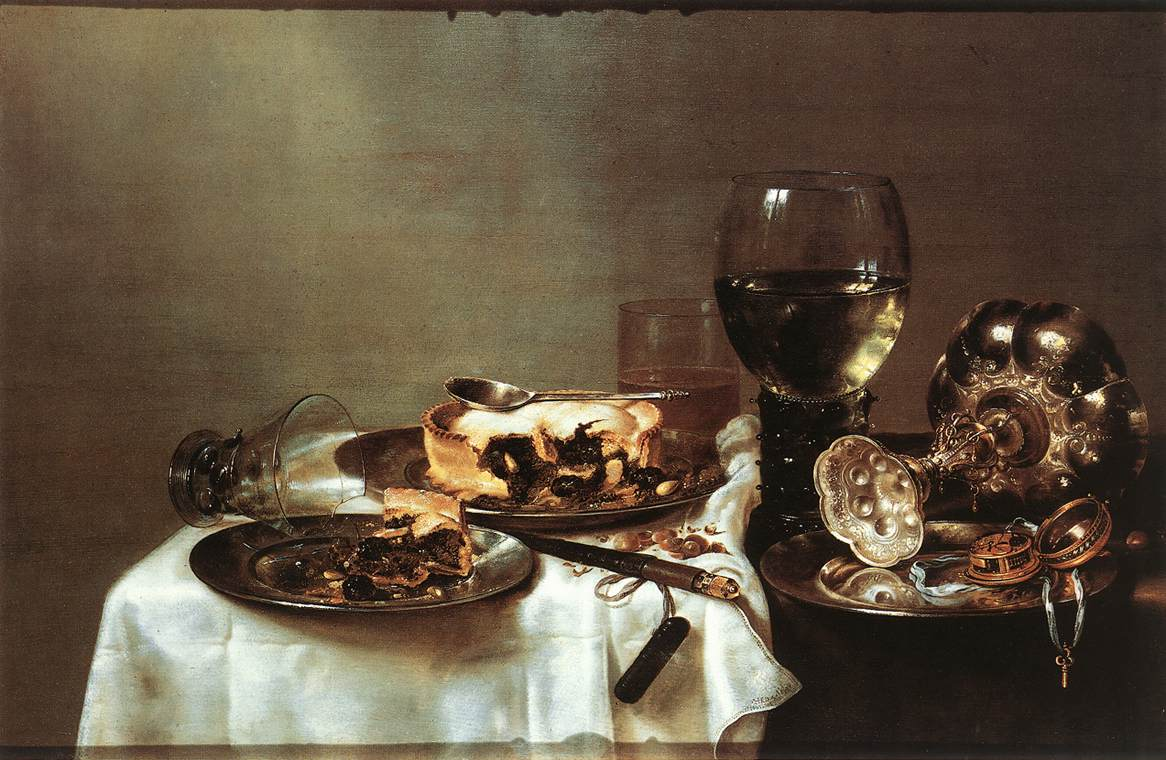
Willem Claeszoon Heda, Tavola da colazione con torta di more (1631); Heda era famoso per la sua raffigurazione di superfici riflettenti.
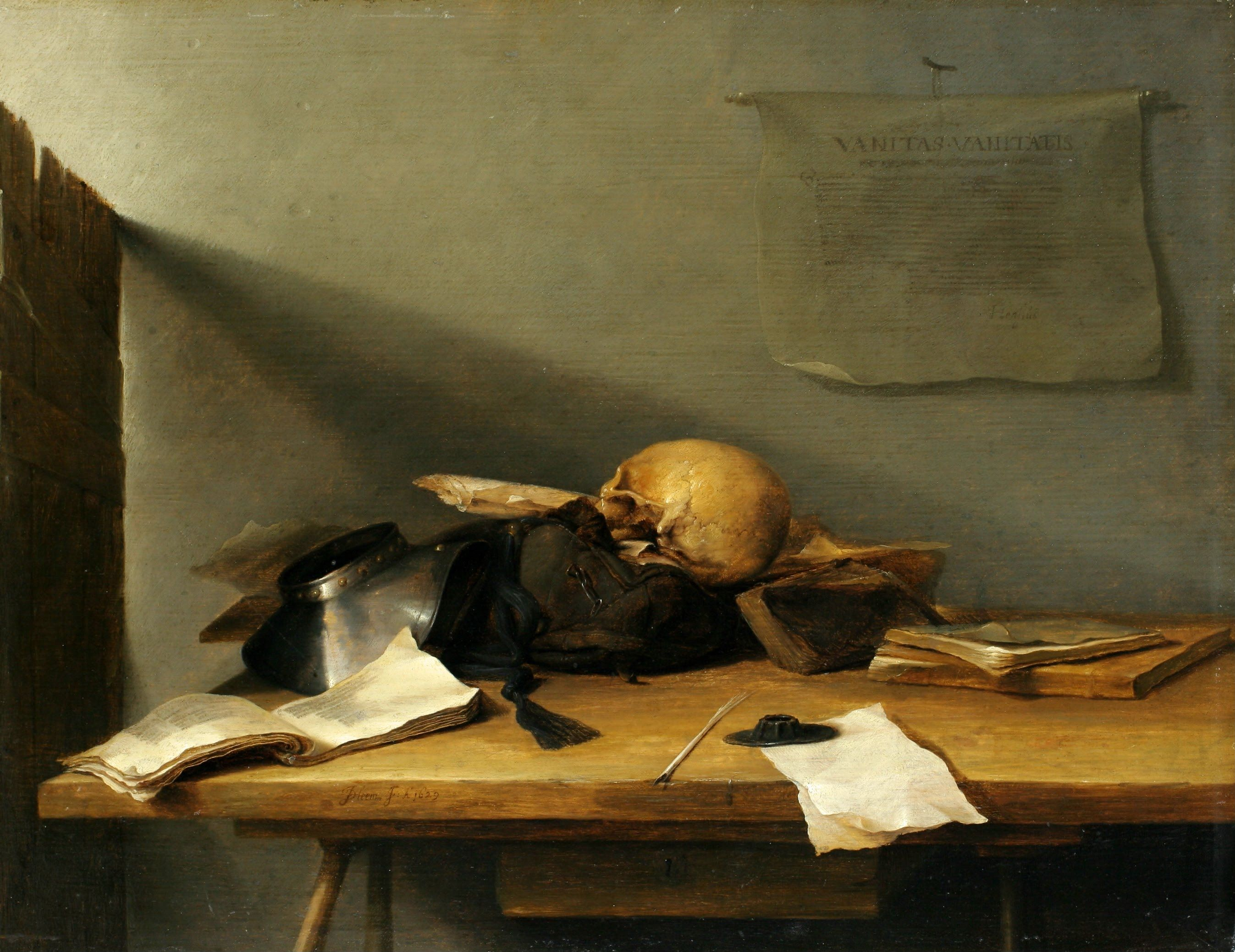
Jan Davidszoon de Heem, Vanitas (1629)
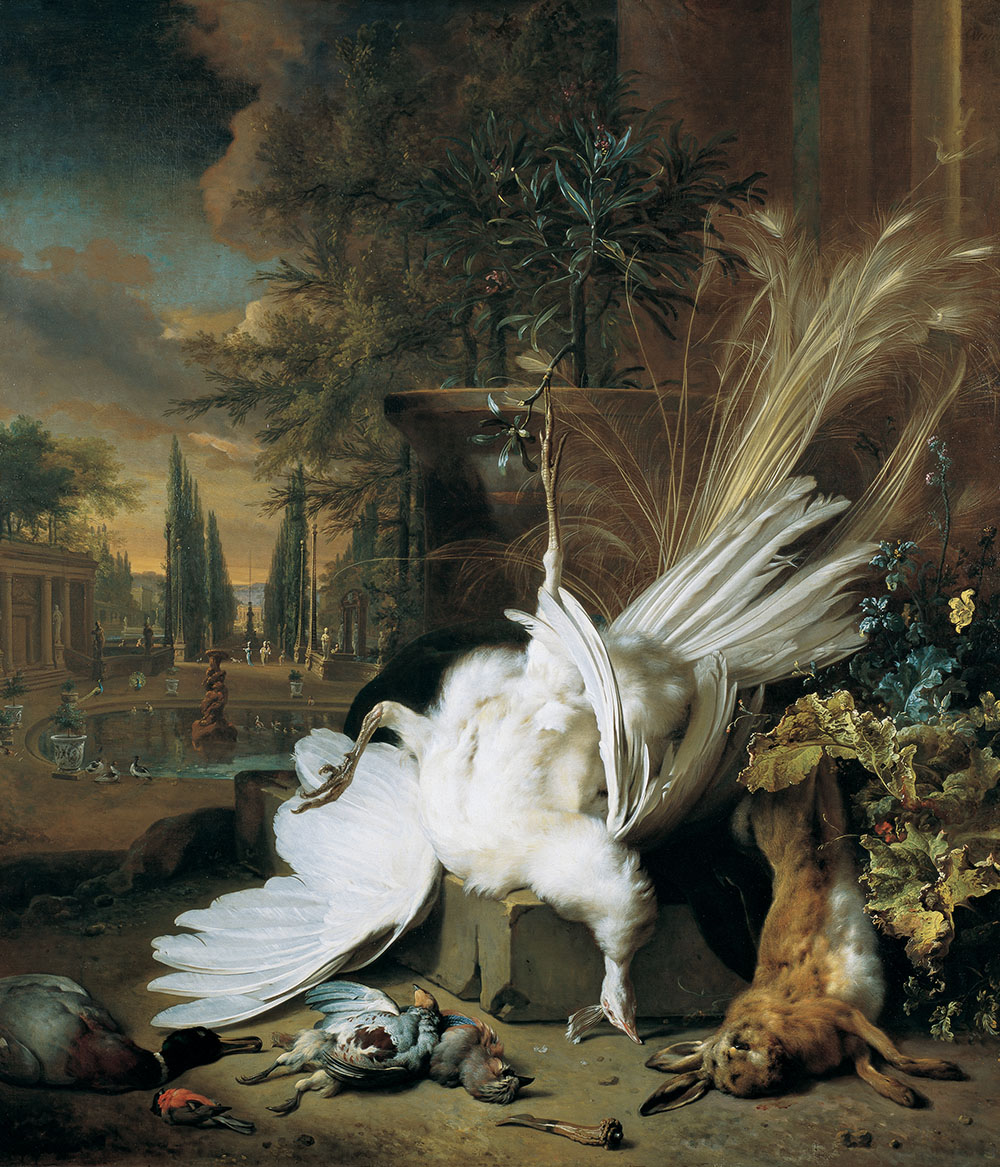
Jan Weenix, Natura morta con pavone morto (1692), ambientato nei giardini di una grande casa di campagna.

## Terre straniere

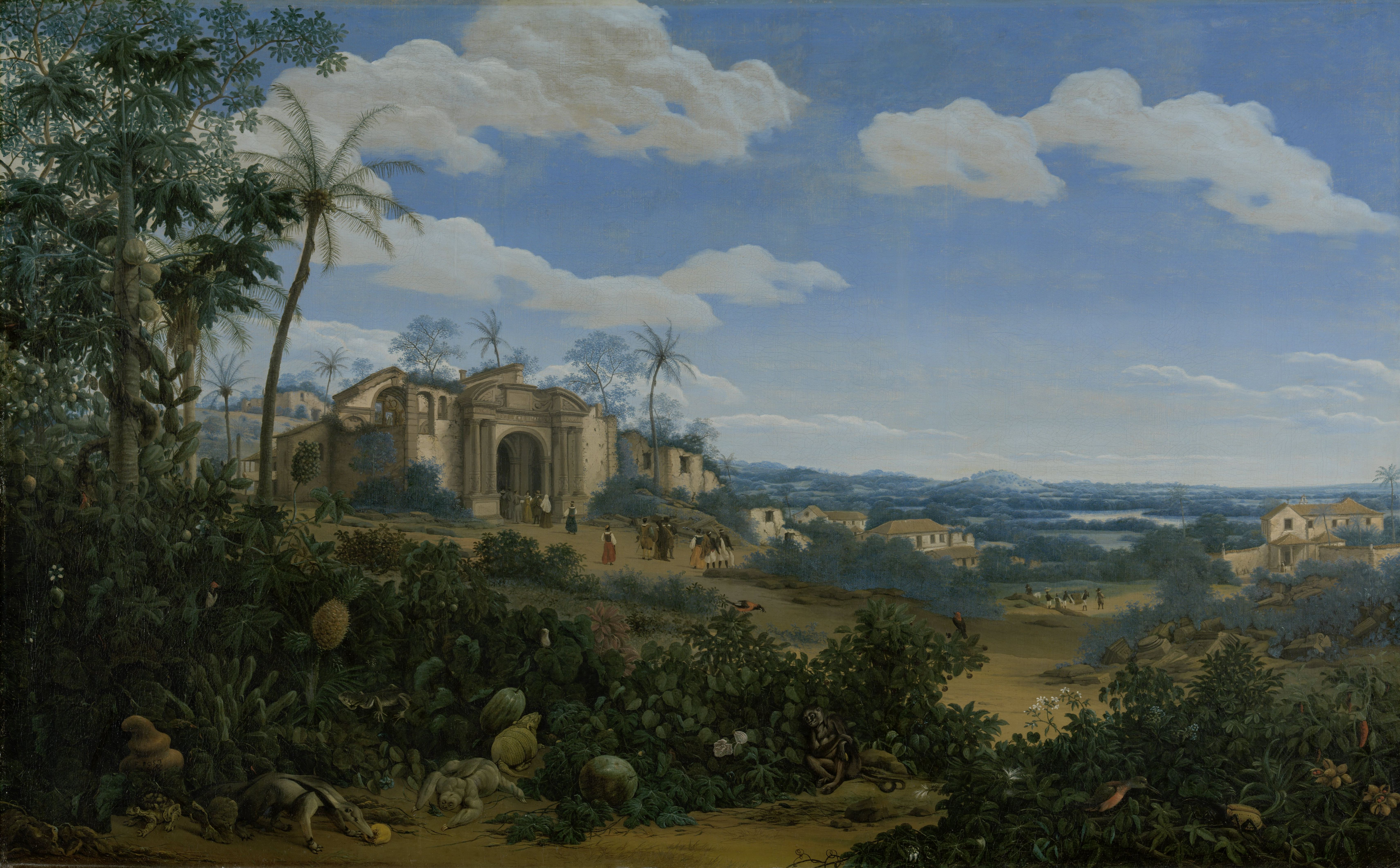
Frans Post, scena nel Brasile olandese; dipinta nel 1662, alcuni anni dopo che la colonia era perduta.

Per gli artisti olandesi, lo Schilderboeck di Karel van Mander non era solo un elenco di biografie, ma anche una fonte di consigli per i giovani artisti. Diventò rapidamente un'opera classica per generazioni di giovani artisti olandesi e fiamminghi nel XVII secolo. Il libro consigliava agli artisti di viaggiare e vedere i luoghi di interesse di Firenze e Roma, e dopo il 1604 molti lo fecero. Tuttavia, è evidente che i più importanti artisti olandesi in tutti i campi, figure come Rembrandt, Vermeer, Hals, Steen, Jacob van Ruisdael e altri, non fecero il viaggio.
Molti pittori olandesi (e fiamminghi) lavoravano all'estero o esportavano il loro lavoro; la stampa era anche un importante mercato di esportazione, grazie al quale Rembrandt divenne famoso in tutta Europa. Il dono olandese a Carlo II d'Inghilterra era un dono diplomatico che comprendeva quattro dipinti olandesi contemporanei. La pittura inglese era fortemente dipendente dai pittori olandesi, con Sir Peter Lely seguito da Sir Godfrey Kneller, che sviluppò lo stile del ritratto inglese istituito dal fiammingo Anthony van Dyck prima della Guerra civile inglese. I pittori marini van der Velde, padre e figlio, furono tra i molti artisti che lasciarono l'Olanda durante l'invasione francese del 1672, il che portò al crollo del mercato dell'arte. Si trasferirono anche a Londra, e gli inizi della pittura paesaggistica inglese furono creati da diversi pittori olandesi meno illustri, come Hendrick Danckerts.
I Bamboccianti erano una colonia di artisti olandesi che introdussero la scena di genere in Italia. Jan Weenix e Melchior d'Hondecoeter si specializzarono in selvaggina e uccelli, vivi o morti, e furono richiesti per le soprapporte di case di campagna e capanni di caccia in tutto il Nord Europa.
Sebbene il controllo olandese della regione produttrice di zucchero del nord-est del Brasile olandese si rivelò breve (1630-54), il governatore Johan Maurits van Nassau-Siegen invitò gli artisti olandesi per dipingere scene che sono preziose nel mostrare il paesaggio e i popoli della regione nel XVII secolo. I due più noti di questi furono Frans Post, un paesaggista, e un pittore di nature morte, Albert Eckhout, che produsse dipinti etnografici della popolazione del Brasile. Questi furono esposti originariamente nella Sala grande del Palazzo di Vrijburg a Recife. C'era un mercato ad Amsterdam per tali dipinti, e Post continuò aq produrre scene brasiliane per anni dopo il suo ritorno nei Paesi Bassi. Le Indie orientali olandesi erano trattate molto meno artisticamente.

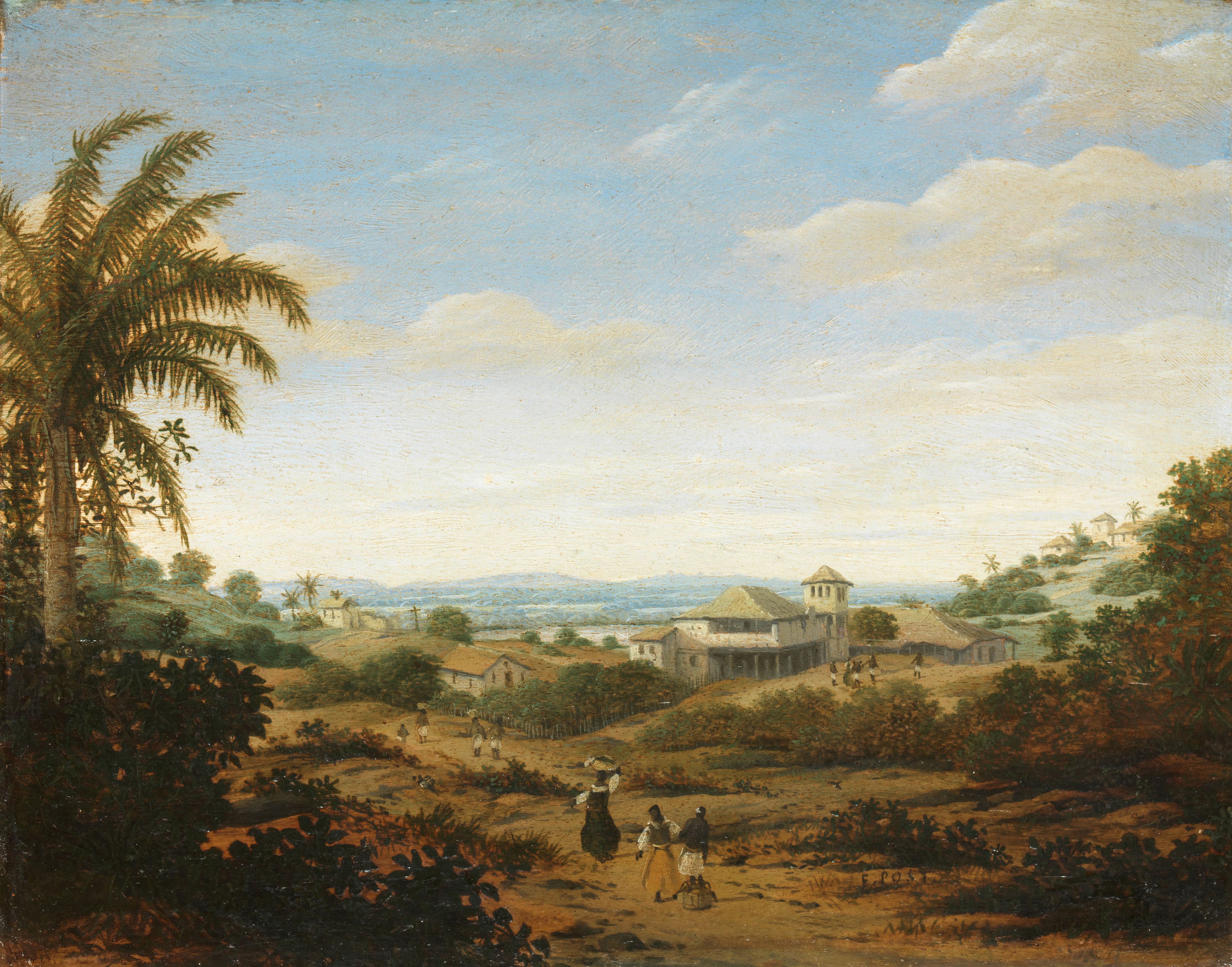
Frans Post, Paesaggio con zuccherificio
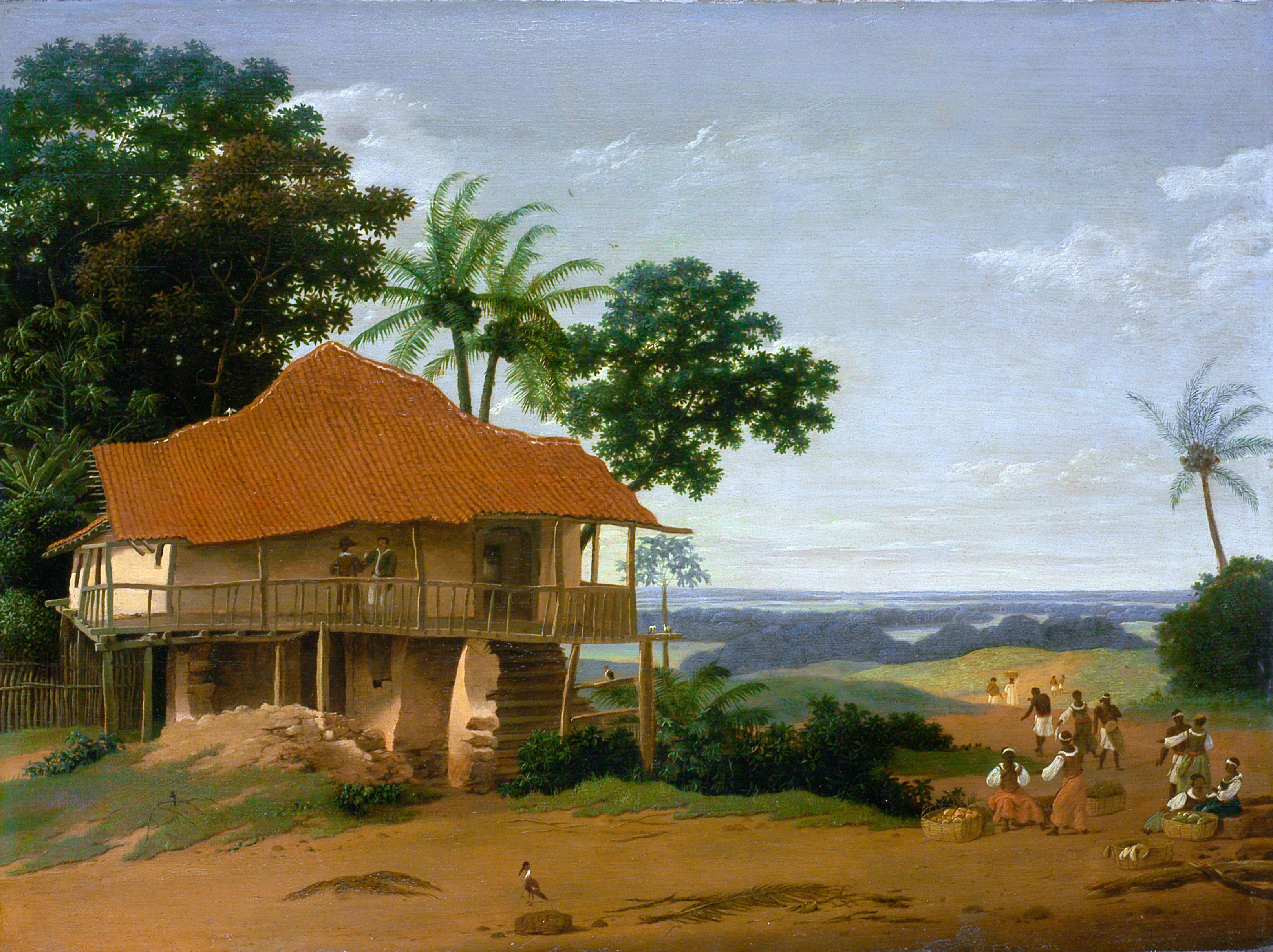
Frans Post, Paesaggio con casa di operaio
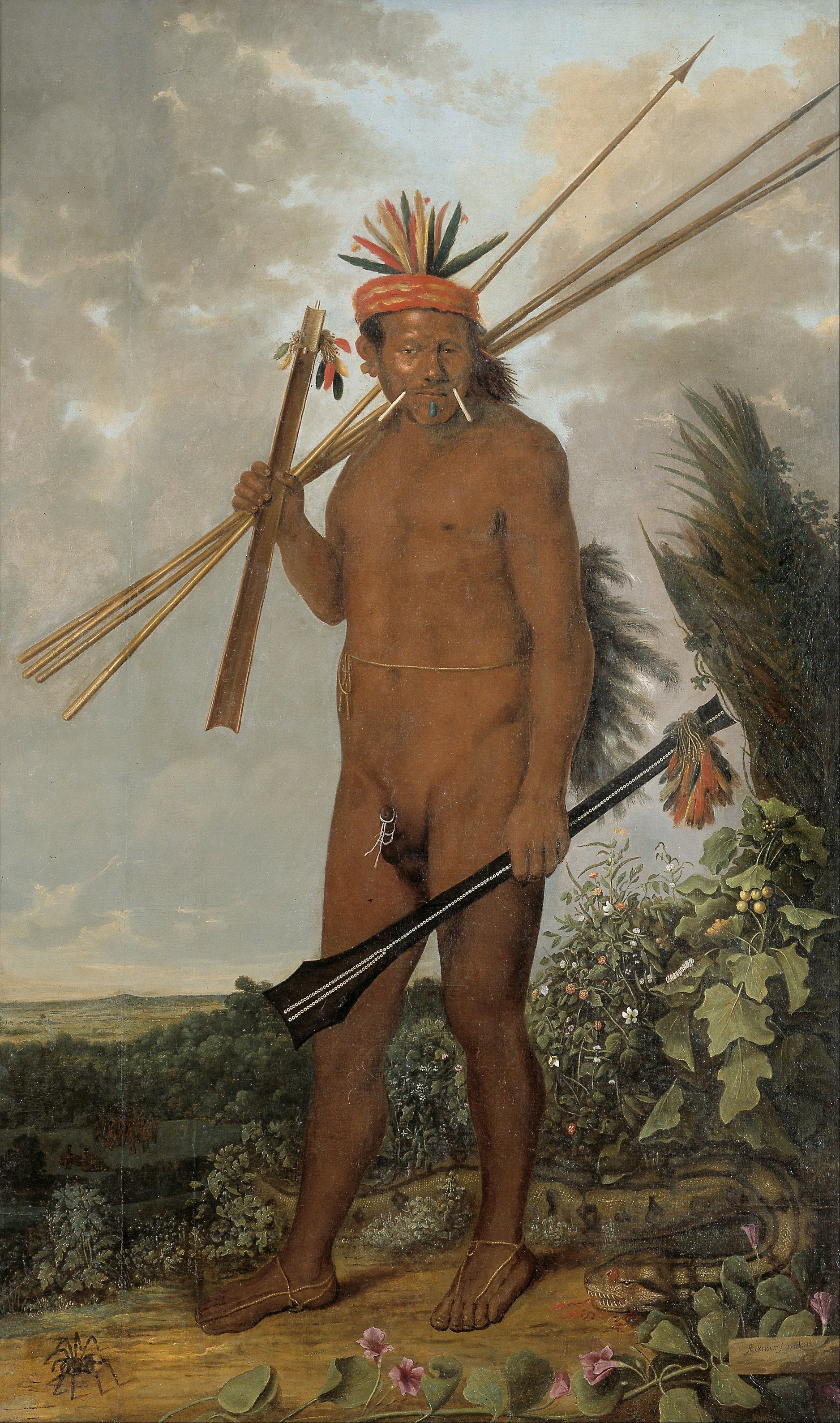
Albert Eckhout, Guerriero indiano brasiliano (Tarairiu)
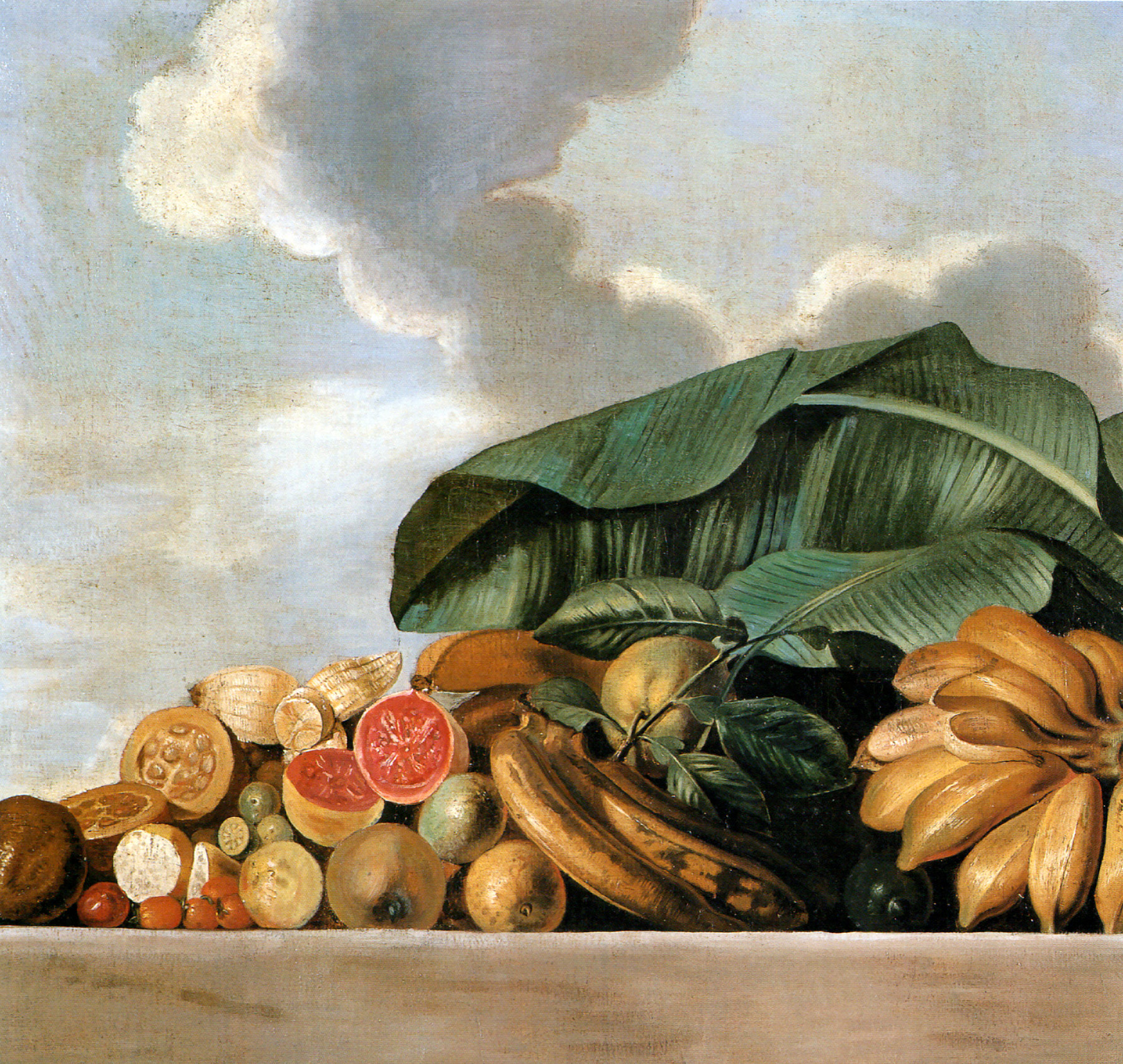
Albert Eckhout, Banane, guaiava e altri frutti

## Reputazione successiva

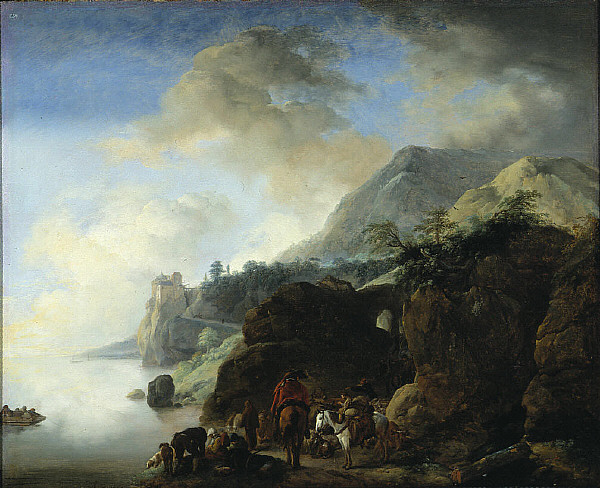
Philips Wouwerman, Viggiatori in attesa di un traghetto (1649); un paesaggio con il soggetto culminante caratteristico di Wouwerman un cavallo bianco.

L'enorme successo della pittura olandese del XVII secolo sopraffece l'opera delle generazioni successive, e nessun pittore olandese del XVIII secolo - né, probabilmente, uno del XIX secolo prima di Van Gogh - è noto al di fuori dei Paesi Bassi. Già alla fine del periodo gli artisti si lamentavano del fatto che gli acquirenti fossero più interessati agli artisti morti che a quelli viventi.
Anche solo a causa delle enormi quantità prodotte, la pittura del Secolo d'oro olandese ha sempre costituito una parte significativa delle collezioni di dipinti dei Vecchi maestri, a sua volta un termine inventato nel XVIII secolo per descrivere gli artisti del Secolo d'oro olandese. Prendendo solo i dipinti di Wouwerman in antiche collezioni reali, ce ne sono più di 60 a Dresda e oltre 50 nell'Ermitage. Ma la reputazione del periodo ha mostrato molti cambiamenti e mutamenti di enfasi. Un fattore quasi costante è stata l'ammirazione per Rembrandt, soprattutto a partire dal periodo romantico. Altri artisti hanno mostrato cambiamenti drastici nella fortuna critica e nel prezzo di mercato; alla fine del periodo alcuni dei fijnschilder attivi a Leida godevano di una reputazione enorme, ma dalla metà del XIX secolo le opere realiste in vari generi sono di gran lunga più apprezzate.
Vermeer fu salvato da un'oscurità quasi totale nel XIX secolo, periodo in cui molte delle sue opere erano state riattribuite ad altri. Tuttavia, il fatto che tante delle sue opere fossero già in collezioni importanti, spesso attribuite ad altri artisti, dimostra che la qualità dei singoli dipinti era riconosciuta anche se la sua opera collettiva era sconosciuta. Altri artisti hanno continuato a essere salvati dalla massa di pittori poco noti: le nature morte tardive e molto semplici di Adriaen Coorte negli anni 1950, e i paesaggisti Jacobus Mancaden e Frans Post all'inizio del secolo.

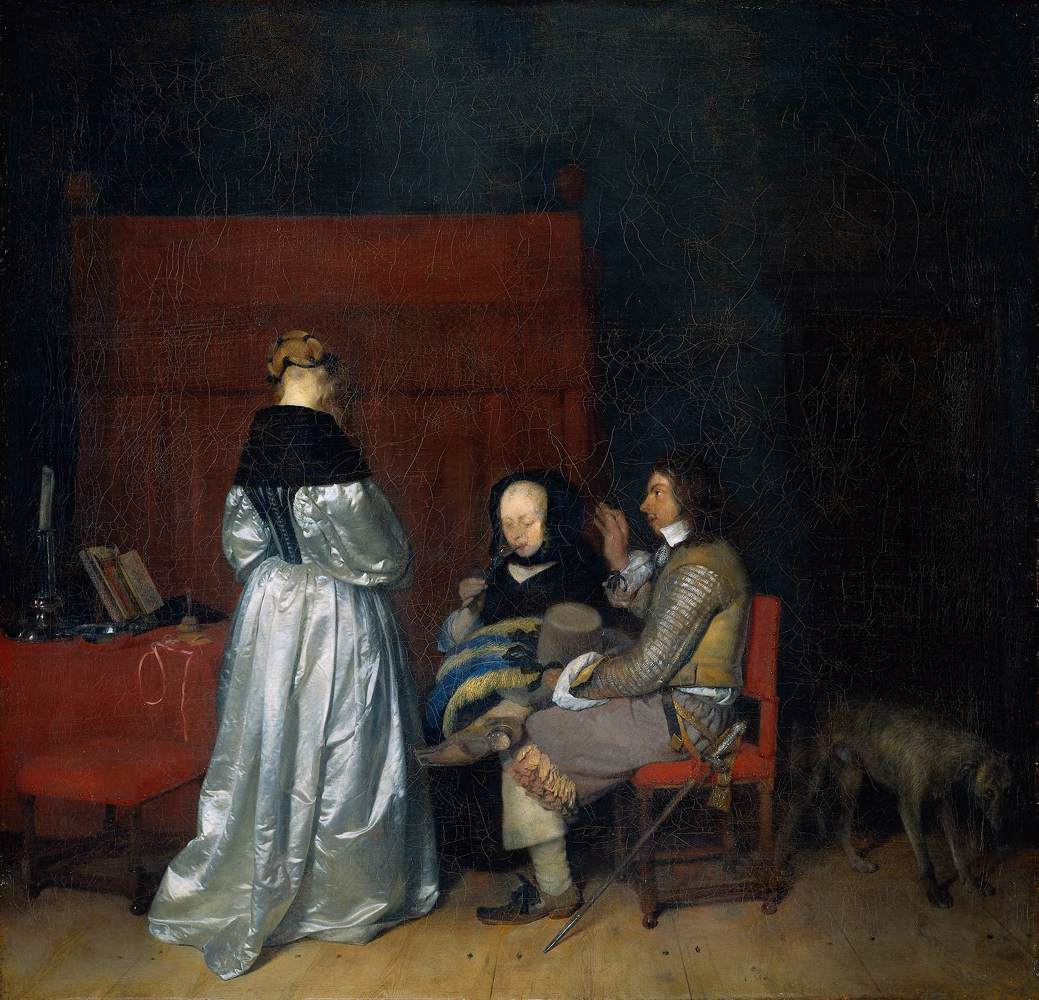
Gerard ter Borch, Ammonimento paterno, o Scena di bordello (c. 1654; versione di Amsterdam).

I dipinti di genere furono a lungo popolari, ma poco considerati. Nel 1780 Horace Walpole disapprovava che "invitavano le risate a distrarsi con la più sgradevole indolenza dei cafoni". Sir Joshua Reynolds, il capo inglese dell'arte accademica del XVIII secolo, fece diversi commenti rivelatori sull'arte olandese. Rimase colpito dalla qualità della Lattaia di Vermeer (raffigurata all'inizio di questo articolo) e dalla vivacità dei ritratti di Hals, deplorando che gli mancasse la "pazienza" per finirli correttamente, e si lamentò che Steen non fosse nato in Italia e non fosse stato formato dal Rinascimento, in modo che il suo talento avrebbe potuto essere usato meglio. All'epoca di Reynolds l'aspetto moralista della pittura di genere non era più compreso, nemmeno nei Paesi Bassi; il famoso esempio è il cosiddetto Ammonimento paterno, come era allora conosciuto, di Gerard ter Borch. Questo fu elogiato da Goethe e altri per la delicatezza della raffigurazione di un padre che rimproverava sua figlia. In realtà, per la maggior parte (ma non per tutti) gli studiosi moderni è una scena di proposte in un bordello - ci sono due versioni (Berlino e Amsterdam) e non è chiaro se una "moneta rivelatrice" nella mano dell'uomo sia stata rimossa o sopradipinta in entrambe.
Nella seconda metà del XVIII secolo, il realismo con i piedi per terra della pittura olandese era un "gusto da Whig" (cioè aristocratico) in Inghilterra, e in Francia associato al razionalismo illuminista e alle aspirazioni per le riforme politiche. Nel XIX secolo, con un rispetto quasi universale per il realismo e il declino finale della gerarchia dei generi, i pittori contemporanei iniziarono a prendere in prestito dai pittori di genere sia il loro realismo che il loro uso di oggetti a fini narrativi, e a dipingere soggetti simili loro stessi, con tutti i generi che gli Olandesi avevano sperimentato come pionieri su tele molto più grandi (eccetto le nature morte).
Nella pittura paesaggistica, gli artisti italiani erano i più influenti e apprezzati nel XVIII secolo, ma John Constable era tra quei romantici che li denunciavano per l'artificialità, preferendo gli artisti tonali e classici. In realtà entrambi i gruppi rimasero influenti e popolari nel XIX secolo.